# Gossip Girl
Gossip Girl ist eine US-amerikanische Jugendserie, die vom 19. September 2007 bis zum 17. Dezember 2012 auf dem Network The CW zu sehen war und auf der gleichnamigen Buchreihe der Autorin Cecily von Ziegesar basiert. In den deutschsprachigen Ländern wurde die sechste und bisher letzte Staffel 2013 ausgestrahlt.
Die Handlungen, wie auch die Personen der Serie, basieren zwar auf der Buchreihe, doch wurden viele Aspekte aus dieser, insbesondere sexuelle Eskapaden und auch Drogenmissbrauch betreffend, verändert. Viele der in der Buchreihe erscheinenden Figuren wurden ebenfalls modifiziert, meist zum Positiven. So wurde die gesamte Familie Humphrey sympathischer dargestellt.
Am 8. Juli 2021 erschien die erste Staffel des Reboots der Serie unter dem gleichen Namen Gossip Girl auf HBO Max.

## Handlung
Die Serie erzählt die Jugend der Hauptfiguren auf der Upper East Side New Yorks und der Personen ihres näheren Umfelds. All ihre Handlungen, Fehler und Gerüchte um sie werden von der anonymen New Yorker Bloggerin „Gossip Girl“ berichtet und kommentiert. Dabei werden insbesondere Konflikte zwischen Eltern und ihren Kindern, zwischen Reichen und weniger Reichen und Themen wie Freundschaft, Intrigen, Liebe, Eifersucht, Depression, Alkohol und Drogen behandelt.
Serena van der Woodsen steht als Hauptfigur im Mittelpunkt, als sie zu Beginn der Serie aus dem Internat zurückkommt und für Chaos sorgt. Nun wird die Welt der reichen Upper East Sider auf den Kopf gestellt und ihrer besten Freundin Blair Waldorf, bekannt für Intrigen und bösartige Streiche, gefällt dies gar nicht. Serenas Liebesleben ändert sich, als Dan Humphrey, von Gossip Girl einsamer Junge genannt, sich in ihr Herz schleicht. Es kommt zu überraschenden Familienverzweigungen und Skandalen.

### Staffel 1
Die Freundschaft von Serena und Blair wird bereits in der ersten Episode auf die Probe gestellt. Serena kehrt unerwartet nach einem Jahr aus dem Internat in Connecticut zurück. Dorthin war sie plötzlich abgereist, ohne sich zu verabschieden. Der Grund für Serenas Rückkehr ist der Selbstmordversuch ihres kleinen Bruders Eric, der sich zu Beginn der Handlung im Ostroff-Center behandeln lässt. Die Freundschaft wird zusätzlich belastet, als Blair den Grund für Serenas überstürztes Verhalten erfährt: Serena hatte mit Blairs Freund Nate geschlafen.
Dan, der „einsame Junge“, wie Gossip Girl ihn nennt, ist schon seit Jahren in Serena van der Woodsen verliebt. Als Serena zu Anfang der ersten Staffel ihr Handy verliert, bringt er es ihr zurück, und die beiden lernen sich kennen. Nach mehreren Dates werden sie ein Paar.
Nate und Blair trennen sich, da Nate Gefühle für Serena hat. Blair beginnt nach der Trennung von Nate ein Verhältnis mit Chuck Bass, einem Milliardärssohn der Upper East Side, an den Blair in einer Limousine ihre Unschuld verliert. Chuck möchte mit ihr gegen Ende der Staffel nach Italien fliegen, entscheidet sich allerdings im letzten Moment um, da er sein altes Leben als Playboy nicht für eine feste Beziehung zu Blair eintauschen möchte. Diese fährt schließlich schwer enttäuscht allein in die Toskana. Währenddessen heiratet Chucks Vater, Bart Bass, Serenas Mutter Lily van der Woodsen. Es werden jedoch auch immer wieder Anspielungen auf die Verbindung von Lily und Rufus Humphrey, Dans Vater, gemacht. Dieser ist zwar noch verheiratet, doch die Ehe erlebt eine Krise, und die beiden leben getrennt.
Dans jüngere Schwester Jenny möchte wie Blair und Serena beliebt werden, weswegen sie auch anfängt, sich schlecht zu verhalten. Des Weiteren kommt Vanessa, eine gute Freundin von Dan, nach New York.

### Staffel 2
Zu Anfang der zweiten Staffel sind Serena und Dan wieder für eine kurze Zeit zusammen. Blair bringt James mit, eine neue Bekanntschaft aus den Hamptons. Dieser entpuppt sich aber im Nachhinein als Lord Marcus Beaton, der Stiefsohn von Catherine Mason, mit der Nate eine Affäre hatte und die zeitgleich eine heimliche Affäre mit Marcus hat.
Jenny Humphrey arbeitet währenddessen bei Blairs Mutter in der Modedesign-Branche. Dort lernt sie Agnes Andrews, ein junges Model, kennen, mit dem sie eine eigene Modelinie entwerfen will. Da ihr Vater dagegen ist und sie sich zudem mit Agnes zerstreitet, verliert sie beinahe ihre Familie, ihre Schule und ihr Zuhause.
Nate verliebt sich in Jenny, aber Dan ist dagegen, und zudem wird Jenny im späteren Verlauf der Staffel intrigant, so dass Nate nichts mehr mit ihr zu tun haben möchte. Zudem steckt Vanessa heimlich einen Brief ein, den Nate Jenny geschrieben hat, bevor dieser verschwunden ist. Darin offenbart er ihr seine Gefühle. Am Tage des Snowflake-Balls kommen Nate und Vanessa sich dann näher und werden ein Paar.
Chuck erbt durch den tödlichen Autounfall seines Vaters dessen Vermögen und 51 % der Anteile an Bass Industries. Blair und Chuck kommen immer noch nicht richtig zusammen, obwohl Blair Chuck ihre Liebe gesteht und Chuck auch eindeutig an einer Beziehung interessiert ist. Serena fährt mit dem Model Poppy Lifton und ihrem Freund Gabriel Serrano nach Spanien. Danach scheint es, als bewirke Serena die Trennung der beiden und gehe eine Beziehung mit Gabriel ein. Derweil stiehlt Poppy mit Gabriel zusammen von vielen Menschen Geld für eine angebliche Investition. Serena will sich mit Hilfe ihrer alten Freundin Georgina, die inzwischen gut und christlich geworden ist, das Geld zurückholen und Poppy der Polizei ausliefern, aber Serenas Mutter will nicht, dass sie sich einmischt, und lässt Serena deshalb wegen angeblichen Diebstahls verhaften.
Dan und Serena werden an der Yale-Universität angenommen, die eigentlich auch Blair besuchen wollte. Trotzdem gibt Serena ihren Platz dort auf, um an der Brown-University zu studieren, was Dan allerdings sehr missfällt. Letzten Endes wird Blair jedoch auch an der Yale-Universität angenommen. Im Laufe der Staffel finden Serena und Dan heraus, dass ihre Eltern ein Verhältnis und sie einen gemeinsamen Bruder haben. Daran scheitert ihre Beziehung von Neuem. Letzten Endes gehen Blair, die wegen schlechten Verhaltens in der Schule von Yale doch noch abgelehnt wurde, und Dan wegen Geldmangels an die NYU, ebenso wie Vanessa und Georgina.
Zwischenzeitlich entwickelt sich eine erneute Beziehung zwischen Nate und Blair, weshalb sich auch Chuck und Vanessa näher kommen, da sie beide eine Eifersucht pflegen. Nate wird an der Columbia-Universität angenommen, und Serena geht an die Brown-Universität. Chuck wird nicht studieren und leitet Bass Industries. Am Ende der Staffel gesteht Chuck Blair seine Liebe und die beiden kommen zusammen.
Serena fährt mit Carter nach Europa, um ihren Vater zu finden, und wird dabei von Paparazzi verfolgt.

### Staffel 3
Am Anfang der dritten Staffel sucht Serena gemeinsam mit Carter Baizen, ihrem kurz darauf neuen Freund, ihren ihr fremden Vater, der aber erst am Ende dieser Staffel zurückkehrt. Blair hat ihren ersten Tag an der NYU, jedoch stellt sie bald fest, dass Georgina ihre Mitbewohnerin ist. Serena hat beschlossen, die Brown-Universität nicht zu besuchen, weil sie noch nicht so weit bzw. entschlossen ist. Jenny kehrt in die Schule zurück und nimmt die Position als neue „Queen“ ein. Lily kehrt nach Hause zurück und stellt fest, dass die Dinge nicht so sind, wie sie dachte. Sie ist dafür, dass Serena die Brown-Universität besucht. Georgina kehrt an die Upper East Side zurück und braucht Hilfe von mehreren ihrer früheren Freunde, aber niemand will ihr bei ihrem Problem helfen. Währenddessen bekommen Dorota und Vanya ihr erstes Kind. Dan entdeckt, dass er immer noch Gefühle für Serena hat, aber plötzlich erscheint Georgina mit Babybauch und behauptet, das Baby wäre von Dan.
Später versucht Chuck mit Hilfe von Blair, sein eigenes Hotel zu eröffnen. Jenny muss zwischen ihrer Freundschaft mit Eric und ihrer Position als neue „Queen B“ wählen. Sie ist jedoch nicht bereit, ihren sozialen Status aufzugeben, woraufhin Streit zwischen ihr und Eric entsteht. Jenny wird vom Drogendealer Damien bei ihrer „Arbeit“ unterstützt und beginnt daraufhin eine Beziehung mit ihm, die er jedoch später beendet, da er merkt, dass sie noch Jungfrau und noch nicht bereit für Sex ist. Lily erhält einen Brief von Serenas Vater, in dem er die Wahrheit über seinen Aufenthalt im Sommer mit Lily enthüllt. Kurze Zeit später haben Serena und Trip (Nates Cousin und ihr neuer Freund) einen Unfall, bei dem sich Serena verletzt. Es kommt heraus, dass Lily an Krebs litt. Ihr Arzt William, der gleichzeitig auch Lilys Ex-Mann ist, heilte sie und verliebte sich in sie. Jetzt verschreibt er ihr die falschen Medikamente, die sie wieder krank machen, um ihr nahe zu sein und Lily und Rufus auseinanderzubringen. Letzten Endes fliegt er jedoch auf und verschwindet mit Serenas Hilfe wieder.
Chuck entdeckt an Bart Bass’ Grab eine Frau, die seine Mutter sein könnte. Elizabeth Fisher stellt sich als die Mutter von Chuck heraus. Zum Beweis zeigt sie ihm ein Foto, auf dem sie mit Chuck als Baby zu sehen ist. Sie hat sich allerdings in Chucks Onkel Jack verliebt, der sie dazu benutzt, in den Besitz von Chucks Hotel zu kommen, was ihm auch gelingt. Als sie merkte, dass Jack sie nicht liebt und was sie Chuck angetan hatte, sagte sie ihm, sie wäre doch nicht seine Mutter, um ihm noch größeren Schmerz zu ersparen.
Um sein Hotel wiederzubekommen, tauscht Chuck sein Hotel gegen Blair ein: Er macht einen Deal mit seinem Onkel Jack: Dieser darf mit Blair schlafen, indem er ihr anbietet, dass Chuck sein Hotel dafür zurückbekommt. Blair stimmt zu – nicht wissend, dass Chuck das Ganze befürwortet hat. Als Jack dann aber, anstatt mit Blair zu schlafen, ihr von diesem Deal erzählt, trennt sie sich von Chuck.
Nachdem Chuck sich mehrmals mit Blair zu versöhnen versucht, stellt er ihr ein Ultimatum. Wenn sie nicht bis abends um sieben Uhr auf dem Empire State Building erscheint, verschließt er für immer sein Herz und lässt sie in Ruhe. Blair will erst nicht hingehen, entscheidet sich aber dann doch zu kommen. Da sie aber zu spät ist, weil Dorota ihr Kind bekommen hat, ist Chuck schon weg. Er ist in seinem Hotel, und als Jenny kommt, um Nate zu suchen, schlafen sie miteinander. Am frühen Morgen kommt Blair und erklärt ihm, warum sie zu spät auf dem Empire State Building war. Die beiden sind dann kurzzeitig wieder zusammen, und Chuck will ihr einen Antrag machen, doch dann findet Blair die Sache mit Jenny heraus und macht wieder Schluss.
Jenny entscheidet sich dafür, ihren Schulabschluss bei ihrer Mutter in Hudson zu machen, und verabschiedet sich am Ende der Staffel.
Chuck verfällt wieder in alte Gewohnheiten, wird aber auf der Straße überfallen. Im Versuch, den Verlobungsring zu retten, den er Blair geben wollte, wird er angeschossen – in Prag.
Blair entdeckt, dass sie an der Columbia University zugelassen wurde, da Chuck eine Anfrage für sie geschickt hatte. Daraufhin beschließt auch Serena, für den nächsten Kurs auf die Columbia University zu gehen. Am Ende der Staffel fliegt Serena zusammen mit Blair nach Paris.

### Staffel 4
Nachdem Serena und Blair am Ende der dritten Staffel nach Paris geflogen sind, spielen die ersten zwei Folgen der vierten Staffel auch teilweise in Paris. Dort geht Serena vielen Flirts nach. Chuck legt sich in Paris eine neue Identität als Henry Prince an und kommt mit Eva zusammen. Die Beziehung geht jedoch wenig später – zurück in New York – wegen einer Lüge von Blair in die Brüche. Blair lernt in Paris den Prinzen von Monaco kennen und hinterlässt ihm ihren Schuh, damit er sie in New York finden kann. Als Serena nach New York zurückkommt und an der Columbia-Universität studiert, beginnt sie eine Beziehung mit ihrem Professor. Währenddessen versucht Juliet Sharp dort, ihr das Leben schwer zu machen. Dies schafft Juliet aber nicht, und mit Hilfe ihrer Freunde schafft Serena es, Juliet scheinbar zu vertreiben. Auf einem Maskenball von Chuck eskaliert die Situation, da Juliet wieder erscheint. Diese setzt Serena mit Hilfe von Jenny und Vanessa unter Drogen. Dies hat zur Folge, dass Serena am nächsten Morgen in einem fremden Hotelzimmer erwacht und sich an nichts mehr erinnern kann. Sie bricht zusammen und schwebt in Lebensgefahr. Daraufhin soll sie einen Entzug im Ostroff machen. Aber Dan und Blair entdecken bald darauf, dass Juliet Serena das angetan hat, und den wahren Grund dafür: Serena hatte angeblich eine Beziehung mit Ben Donovan, Juliets Halbbruder und Serenas Lehrer auf dem Internat, der von Lily aufgrund von angeblichem Geschlechtsverkehr mit Minderjährigen angezeigt wurde, um Serena von ihm fernzuhalten.
In der Zwischenzeit geht Chucks Firma in Konkurs und muss verkauft werden. Der Käufer der Firma entpuppt sich allerdings als ein Feind von Chucks verstorbenem Vater. Chuck trifft sich derweil mit Raina, der Tochter des neuen Inhabers. Diese entscheidet sich jedoch für Nate.
Derweil stellt sich Lily der Polizei, da sie mit dem Wissen, einen unschuldigen Mann ins Gefängnis gebracht zu haben, nicht leben kann. Währenddessen kommt Charlie, Serenas und Erics Cousine, zu Besuch und hilft Serena dabei, Dans und Blairs heimliche Freundschaft aufzudecken, was einen Streit zwischen Serena und Blair auslöst.
Der Käufer von Bass Industries will Blair einsperren und im Feuer sterben lassen, genau so, wie seine Frau starb, für deren Tod er Bart Bass verantwortlich macht. Aber seine Tochter Raina kommt mit Chuck und Nate dazwischen, und sie retten Blair. In dieser Nacht, in der Blairs Verlobungsfeier stattfindet, hat sie einen One-night-stand mit Chuck.

### Staffel 5
Die fünfte Staffel beginnt in Los Angeles. Chuck hat eine neue Philosophie: Er sagt zu allem „Ja“. Serena hat in New York einen Job als Film-Assistentin angeboten bekommen. Dieser Job ist aber in Los Angeles. Dort beginnt Nate eine Affäre mit einer älteren Frau, Diana Payne, die einen Hintergedanken zu haben scheint. Zurück in New York, erfährt Dan, dass Vanessa seinen Roman zur Veröffentlichung abgegeben hat. Dies ist das Ende des noch unbekannten Autors. Dan veröffentlicht schließlich sein Buch unter seinem Namen. Der Roman basiert auf der Upper-East-Side-Elite, einschließlich Dans Freunden und Familie. Blair plant weiterhin ihre Hochzeit mit Louis und findet heraus, dass sie schwanger ist. Das Problem ist nur, dass sie nicht weiß, ob Chuck oder Louis der Vater ist. Louis’ Familie akzeptiert Blair allerdings nicht.
Serena regt sich über die Darstellung ihres Charakters in Dans Buch auf, ist aber gezwungen, mit ihm zu reden, weil ihre Chefin die Filmrechte an dem Buch haben möchte, und schließlich bekommt sie diese – aber nur kurzfristig. Nate glaubt nicht, dass Diana und er ihre Beziehung verstecken sollten, und küsst Charlie, um Diana eifersüchtig zu machen, weshalb Diana letzten Endes ihre Beziehung auch öffentlich macht. Außerdem wird Ivys Schwindel aufgedeckt, da die echte Charlie Rhodes, Lola, auftaucht. Im weiteren Verlauf der Staffel beginnen Lola und Nate eine Beziehung.
Blair fragt sich währenddessen, ob sie mit Louis die richtige Entscheidung getroffen hat.
Als Blair dann doch erkennt, dass sie mit Chuck zusammen sein will, haben die beiden einen Autounfall, bei dem Blair ihr Kind verliert.
Sie schließt einen Pakt mit Gott: Wenn er Chuck am Leben lässt, wird sie dafür Louis heiraten und nie mehr eine Beziehung mit Chuck eingehen.
Da Chuck überlebt, ist Blair davon überzeugt, nicht mit ihm zusammen sein zu können, und heiratet daraufhin Louis. Doch dann postet Gossip Girl ein Video, in welchem Blair Chuck kurz vor der Hochzeit ihre Liebe gesteht. Doch die Hochzeit findet trotzdem statt. Blair ist froh, dass Louis ihr verzeiht, doch dieser erklärt ihr daraufhin, dass ihre Beziehung nur noch eine Fassade für die Öffentlichkeit sein wird. Blair ist entsetzt und flüchtet mit Dan, um sich scheiden zu lassen. Doch das geht nicht, denn Blair hat einen Vertrag unterschrieben (in welchem steht, dass sie ein Jahr mit Louis verheiratet sein muss, bevor sie sich scheiden lassen kann), und wenn sie sich scheiden lassen möchte, muss sie eine Mitgift bezahlen, die so hoch ist, dass ihre Familie pleitegehen würde. Blair und Dan kommen zusammen, doch sie müssen es verheimlichen, da Blair sonst den Ehevertrag brechen würde. An einem Tag erreichen Blair dann die Scheidungspapiere; sie glaubt, Georgina hätte es geschafft, die Königsfamilie zu überreden, doch in Wirklichkeit hat Chuck sie freigekauft, er möchte nicht, dass Blair davon erfährt, doch durch Dan erfährt sie es dann.
In der Mitte der Staffel wird Georgina Sparks als Gossip Girl aufgedeckt, allerdings nicht, ob sie es schon von Anfang an war oder erst seit kurzem. Im weiteren Verlauf der Staffel gibt Georgina ihre Aufgabe als „Gossip Girl“ an Serena ab.
Gegen Ende der Staffel treffen Chuck und Blair auf Bart Bass, der angeblich tot war. Er musste seinen Tod vortäuschen, um nicht wirklich von einem „Geschäfts-Gegner“ umgebracht zu werden. Diana Payne, die sich als Chucks Mutter ausgab, half Bart die ganze Zeit über, unterzutauchen.
Durch einen Plan von Chuck kann der Widersacher seines Vaters festgenommen werden und Bart beschließt, seinen alten Posten in seiner Firma „Bass Industries“ wieder aufzunehmen.
Dank Lola und Nate kann Gossip Girl Serena den Laptop stehlen und hat damit ihre Identität als „Gossip Girl“ zurück.

### Staffel 6
Nachdem Chuck seinem Vater hilft, ohne große Probleme wieder zurück nach New York zu kommen, eignet dieser sich wieder Bass Industries an. Da Bart wieder da ist und Lily und Rufus in großer Krise stecken, entscheidet sich Lily für ihn als Ehemann und annulliert die Ehe mit Rufus. Außerdem erfahren Lily und Chuck von Barts illegalen Geschäften und Morden. Als Folge dessen flüchtet Lily aus New York, kehrt später aber wieder zurück. Chuck jedoch versucht, Barts Geschäfte aufzudecken und ihn ins Gefängnis zu bringen.
Am Ende der fünften Staffel meint Blair zu Chuck, dass sie nun für ihn kämpfen wird, da er immer für sie gekämpft hat. Kurz danach in Montecarlo verbringen sie viele gemeinsame Nächte und versprechen sich gegenseitig. Um zusammen zu sein, muss Chuck seinen Vater für seine Taten ins Gefängnis bringen und Blair die Firma ihrer Mutter erfolgreich übernehmen. Chuck gibt Blair dann den Verlobungsring an einer Kette für Blairs Hals als Versprechen. Durch die ganze Staffel sechs zieht sich nun ihr Kampf für ihre Beziehung.
Als sich Chuck auf dem Dach eines Gebäudes mit Bart streitet, da dieser versuchte Chuck töten zu lassen, fällt Bart vom Dach, kann sich allerdings noch an einem Gitter festhalten. Währenddessen kommt Blair hinzu. Bart jedoch fällt vom Dach und stirbt, nachdem Chuck ihm Hilfe verweigert hatte. Chuck und Blair fliehen daraufhin im Kofferraum der Limousine von Chuck.
Dan veröffentlicht sein zweites Buch Inside out in mehreren Kapiteln in der Vanity Fair. Das vorletzte Kapitel dieses Buches handelt von Serena und trägt die Überschrift Bringing down the golden girl. Während er dieses Kapitel schreibt, verliebt sich Dan wieder in Serena und sie sich in ihn. Seine Liebe bringt er daraufhin in einem neuen Kapitel zu Wort. Dieses Kapitel legt er Serena heimlich in den Koffer, als diese sauer und enttäuscht nach L. A. ziehen möchte. Auf dem Flug nach L.A. findet sie das Kapitel und fängt an es zu lesen. Daraufhin kehrt sie nach New York zurück.
Nach Barts Tod versucht Ivy Dickens William van der Woodsen davon zu überzeugen, nach New York zu kommen. Dieser hatte sie allerdings nur ausgenutzt, um wieder mit Lily zusammenzukommen, was ihm auch gelang.
Blair und Chuck werden im Finale der Staffel von der Polizei wegen des Todes von Bart Bass gesucht. Auf ihrer Flucht treffen die beiden in einem Hotel auf Jack Bass, welcher ihnen rät, zu heiraten, damit sie nicht gegeneinander aussagen müssen. Chuck ist zuerst dagegen, da er Blair die Ehe nicht aufzwingen will, doch Blair überredet ihn doch dazu, da sie ja nun beide ihre Ziele erreicht hatten und sie ihn unbedingt heiraten möchte. Kurz danach macht Chuck Blair einen Antrag und die beiden heiraten in New York. Direkt nach der Trauung werden die beiden von der Polizei abgeführt, jedoch kurze Zeit später wieder entlassen, da keiner der beiden bereit ist, eine Aussage zu machen und den jeweils anderen zu belasten. Dies müssen sie auch nicht, da sie verheiratet sind.
In der Zwischenzeit übergibt Dan das letzte Kapitel seines Buches an Nate, um dieses im NY Spectator zu veröffentlichen, allerdings mit der Anweisung, es nicht zu lesen.
Das Kapitel behandelt Gossip Girl. Dort wird erklärt, wie sie zu ihrem Erfolg kam. Letzten Endes kommt heraus, dass Dan „Gossip Girl“ ist. Der Grund dafür, dass er Gossip Girl geschaffen hat, ist, da er zur High Society gehören wollte. Nachdem Gossip Girl über ihn berichtete, gelang dies. Er ist zu einem Teil der Upper East Side geworden und auch seine Schwester Jenny, obwohl beide nicht zur reichen Elite gehören und in Brooklyn wohnen.
Die letzten Minuten der letzten Folge findet ein Zeitsprung statt. Er zeigt das Leben in Manhattan fünf Jahre später.
Nate ist erfolgreich mit dem „NY Spectator“ und kandidiert für das Amt als Bürgermeister. Chuck und Blair haben ein Kind namens Henry, Lily ist wieder mit Serenas und Erics Vater William zusammen, Rufus hat eine neue Freundin (Sängerin Lisa Loeb, die in der ersten Staffel einen Gastauftritt hatte) und Jack und Georgina haben zueinander gefunden. Weitere Gäste der Szene sind Eric und Jenny.
Die Schlussszene zeigt alle Hauptcharaktere in einem Wohnzimmer. Serena steigt in einem langen, weiß-goldenen Hochzeitskleid die Treppen hinab. Man sieht, dass sie zu Dan geht, um ihn zu heiraten.

## Figuren

### Hauptfiguren

#### Gossip Girl
Gossip Girl ist die Erzählerfigur der Serie. Diese begleitet jede Folge mit Voice-over-Kommentaren und betreibt einen Klatsch-Blog, der so gut wie von allen auf der Upper East Side gelesen wird. Dies weckt das Interesse nach der wahren Identität von Gossip Girl. Auch Serena versucht ihr auf die Spur zu kommen, wird aber immer von ihr reingelegt.
In der fünften Staffel übernimmt kurze Zeit Georgina Sparks die Seite von Gossip Girl. Als es ihr zu viel Arbeit wird, gibt sie das Amt weiter an Serena. Das richtige Gossip Girl, das immer noch unbekannt ist, will aber wieder selber ihren Blog führen und arbeitet mit Nate und Lola zusammen, um den Laptop Serena abzuluchsen und das Passwort zu ändern. Nate hilft, weil er es nicht für richtig hält, dass Serena Gossip Girl bleibt. Am Ende der fünften Staffel schickt Diana Nate ein Video, auf dem zu sehen ist, wie sich Gossip Girl ihren Laptop zurückholt. Auf dem Bild ist Gossip Girl schwarz gekleidet und wirkt auffallend männlich.
Die Identität von Gossip Girl wird im Serienfinale gelüftet. Es ist Dan Humphrey, der durch diesen Blog die Chance sah, beliebt zu werden und in der Highsociety dazuzugehören.

#### Serena van der Woodsen
Serena Celia van der Woodsen verkörpert das It-Girl der Upper East Side. Im Gegensatz zu ihrer besten Freundin Blair Waldorf, die sehr boshaft sein kann, ist Serena eigentlich eher nett. Sie wohnt mit ihrer Mutter Lily und ihrem jüngeren Bruder Eric in einer Suite im Palace Hotel in Midtown Manhattan.
Bevor sie aufs Internat ging, war sie durch und durch Partygirl. Sie war oft betrunken und nahm auch Drogen, Verantwortung war ihr ein Fremdwort. Sie hat sogar mit Nate (dem Freund von Blair) geschlafen und ist danach kurzerhand ohne Verabschiedung verschwunden. Völlig unerwartet taucht Serena schließlich nach ihrem Internatsaufenthalt wieder auf. Sie ist zwar immer noch das Sternchen der New Yorker Luxus-Szene, aber ansonsten völlig verändert.
Markenzeichen sind ihr Lachen und ihre blonden, langen Haare. Serena ist hilfsbereit, offen, lebensfroh und trotz ihres Wohlstandes überraschend bodenständig. Jedoch nimmt sie zu viel auf die leichte Schulter, da ihr schon in frühen Jahren alles wie von selbst zugeflogen ist.
In den ersten beiden Staffel führt sie eine On-Off Beziehung mit Dan. Auch mit Aaron, Nate, Collin, Ben und weiteren Männern versucht sie ihr Glück. Im Staffelfinale hat sie sich endlich entschieden und heiratet schließlich Dan.

#### Blair Waldorf
Blair Cornelia Waldorf ist, ebenfalls wie ihre beste Freundin Serena, in die High Society hineingeboren worden. Sie ist die Tochter eines angesehenen Geschäftsmannes und einer bekannten Modedesignerin. Schon seit ihrer Kindheit hat sie das Gefühl, den Erwartungen an sie gerecht werden zu müssen.
Blair ist zwar sehr verwöhnt (die Hausangestellte Dorota ist quasi 24/7 in allen Lebenslagen für sie da), aber doch auch fähig, sich alles in ihrem Leben selber zu erkämpfen. Sie ist ehrgeizig, verantwortungsbewusst und smart, aber auch verspielt und romantisch. Sie spricht fließend Französisch. Sie liebt Paris, Mode, Shoppen und Partys. Eines ihrer Vorbilder ist Audrey Hepburn.
Ihre ganze Jugend hindurch steht sie in einem Konkurrenzkampf mit Serena, die in ihren Augen immer alles ohne Anstrengung bekommt. Immer wieder versucht sie, aus Serenas Schatten hervorzutreten. Blair scheut sich auch nicht, dreckige Tricks zu benutzen, wenn es darum geht, zu bekommen, was sie will. So ist Blair für ihre Intrigen bekannt.
Dennoch gehen ihre Pläne nicht immer auf, und sie schafft es zum Beispiel nicht nach Yale, aber schließlich (wie Serena) auf die Columbia. Nach einiger Zeit lernt auch Blair, dass man nicht alles haben kann. An der Columbia wurde sie die Anführerin der Treppenclique.
Zumindest findet Blair am Schluss ihre große Liebe, denn nach ewigem Auf und Ab finden sie und Chuck Bass am Ende zueinander. Bedeutsame romantische Beziehungen hat Blair mit Nate Archibald, Louis Grimaldi, Dan Humphrey, aber immer wieder wird klar: Ihre einzige große Liebe ist Chuck Bass, den sie schließlich im Staffelfinale heiratet und mit dem sie einen Sohn namens Henry bekommt.

#### Daniel Humphrey
Daniel Randolph „Dan“ Humphrey ist humorvoll, charmant und sehr intelligent. Er lebt in Brooklyn und ist für sein Alter sehr erwachsen und punktet damit bei Serena. Er wurde nicht in die High Society hineingeboren und auch der Kontostand seiner Eltern kann nicht mit dem seiner Schulkameraden mithalten, weshalb er auch nicht dazugehört. Serena mag ihn trotzdem oder gerade, weil er so normal und natürlich ist. Sie sind in der ersten Staffel einmal und in der zweiten Staffel zweimal zusammen. Er hat ein großes Talent zum Schreiben und geht ab der dritten Staffel auf die NYU. Anfangs hat er eine Affäre mit Georgina. Dann eine Beziehung mit der Hollywoodstarschauspielerin Olivia Burke. Diese Beziehung endet aber, nachdem Olivia zu einem neuen Film gegangen ist. Später hat er eine Beziehung mit seiner besten Freundin Vanessa Abrams. Gegen Ende der dritten Staffel behauptet seine Ex-Affäre Georgina, er sei der Vater ihres Kindes, was sich jedoch zu Beginn der vierten Staffel als Lüge entpuppt. Er freundet sich mit Charlie Rhodes an und die beiden beginnen sich zu treffen, was von Dan abgebrochen wird, da sie Serena kopiert. Vanessa übergibt „Inside“, das Buch, das Dan seit 5 Jahren schreibt, an einen Verlag, der dieses schließlich, nach langem Widerstreben Dans, veröffentlicht. Das sorgt für eine Menge Aufruhr bei seinen Freunden, wobei diese sich immer mehr von ihm abwenden. Nach vielen Streitereien kündigt Dan Serena die Freundschaft und will nun ein Buch über die tatsächliche „Upper-Eastside“ schreiben – mit Hilfe von Georgina. Im letzten Kapitel seines zweiten Buches offenbart Dan, dass er Gossip Girl ist. Er hat in der 5. Staffel eine Beziehung mit Blair. In der 6. Staffel kommt er dann aber wieder mit Serena zusammen und heiratet sie sogar in der finalen Folge.

#### Nathaniel Archibald
Nathaniel Fitzwilliam „Nate“ Archibald leidet zu Anfang sehr unter seinem Vater, da dieser über sein Leben bestimmen will. Später kommt sein Vater aber wegen Betrugs ins Gefängnis, wodurch Nate zeitweise verarmt und wohnungslos ist. In der ersten Staffel ist er mit Blair zusammen und später, nach der Trennung, hin und wieder mit Vanessa liiert.
Nach weiteren Beziehungen mit Jenny und Serena verbringt er einen Sommer mit einer Reihe von Prostituierten. Während dieses Sommers, lernt er Juliet Sharp kennen, und die beiden kommen zusammen, jedoch zerbricht die Beziehung wegen ihrer Geheimnisse vor Nate. Im weiteren Verlauf wird er zu einem Teil von Juliets Racheplan gegen Serena.
In der 5. Staffel hat Nate eine Affäre mit der Medien-Unternehmerin Diana Payne, die zugleich den „Spectator“ leitet. Diese möchte mit Hilfe von ihm Gossip Girl schaden. Als sie dann jedoch nach einer Korruption von Nates Großvater den Spectator verlassen muss, übernimmt Nate die Leitung. Beim Catering von Blairs Hochzeitsfeier lernt er durch Zufall die echte Charlotte Rhodes („Lola“) kennen. Er fängt eine Beziehung mit ihr an, jedoch taucht Diana wieder auf, was Probleme mit sich bringt. Letztlich trennt er sich von Lola. Er fängt wieder eine Affäre mit Diana an, um herauszufinden, ob sie wirklich, wie sie behauptet, Chucks Mutter ist. Er findet aber heraus, dass nicht sie, sondern Elizabeth es ist, die ihm als Beweis ein Foto von sich geschickt hat, als sie schwanger war. Nach dem Zeitsprung der letzten Folge ist Nate der jüngste Kandidat um das Bürgermeisteramt für New York. Staffel 6 endet er alleine.

#### Charles Bass
Charles Bartholomew „Chuck“ Bass ist der Erbe von „Bass Industries“.
Er gibt sich anfangs als Egoist. Er scheint keinerlei Problem damit zu haben, andere fertig zu machen oder sie zu manipulieren. Frauen scheinen für ihn nur Gegenstände zu sein, die man benutzen oder kaufen kann. Er versucht damit, die Aufmerksamkeit seines Vaters zu erlangen, der ihm gegenüber kalt, desinteressiert und streng ist.
Im Laufe der Serie stellt sich immer mehr heraus, dass Chuck Gefühle für Blair hat, was letzten Endes – nach einem langen Hin und Her – zu einer Beziehung der beiden führt.
Sein Vater heiratet Lily Van Der Woodsen, Serenas Mutter. Somit sind Serena und Eric nun seine Stiefgeschwister.
In der zweiten Staffel durchlebt Chuck einen charakterlichen Wandel, hervorgerufen durch den Tod seines Vaters, Bart Bass, aber vor allem durch die Zuneigung, die er für Blair empfindet.
Lily adoptiert ihn und damit gehört er nun wirklich zu deren Familie.
Im Staffelfinale der zweiten Staffel kommen er und Blair endlich zusammen, jedoch zerbricht auch diese Beziehung wieder. Von da an versucht er, sie mit allen Mitteln zurückzugewinnen.
Am Ende der dritten Staffel wird er angeschossen, da er sich in Prag gegen zwei Gauner wehrt, die versuchen, ihm den Diamantring, den er für Blair gekauft hatte, zu stehlen. Er wird von einer Frau namens Eva Coupeau gefunden, die sich um ihn kümmert. Sie verlieben sich und ziehen nach Paris und er versucht währenddessen eine neue Identität als europäischer Bürger anzunehmen. Dies scheitert jedoch an Serena und Lily, da diese ihn mit Hilfe von Blair in Paris finden. Chuck kehrt auf Blairs Bitte nach New York City zurück – mit Eva. Blairs Eifersucht und Lügen ruinieren die Beziehung von Chuck und Eva, die wieder zurück nach Paris geht. Später versöhnen sich Blair und Chuck und kommen nochmal für kurze Zeit zusammen. Nach der Beziehung konzentriert sich Chuck auf seine Arbeit. Er merkt, dass Blair seine große Liebe ist und versucht, sie zurückzugewinnen, während sie mit Louis verlobt ist, aber nachdem sie auch ihn zurückwill, merkt er, dass Prinz Louis ihr ein (emotional) besseres Leben bieten kann und lässt sie gehen. Daraufhin stürzt er in eine sehr tiefe Phase der Depression und Gefühlstaubheit und adoptiert einen Hund. In der Mitte der 4. Staffel hat er auch eine kurze Beziehung mit Raina Thorpe.
Als sie später dann doch wieder zueinander finden, haben sie einen schweren Autounfall. Beide überleben diesen jedoch. Aber danach trennt sich Blair von ihm. Durch Lola erfährt Chuck, dass Diana Payne seine leibliche Mutter ist, was sich später als Fehlinformation herausstellt. Elizabeth ist seine wahre Mutter. Durch das Notizbuch von Diana gelangen Chuck und die anderen zu einem Bordell, wo Chuck auf Jack trifft, jedoch vom Sicherheitsdienst herausgeworfen wird. In der Nähe dieses Bordells trifft Chuck wieder auf seinen tot geglaubten Vater Bart Bass.
In der sechsten Staffel geraten Chuck und sein Vater in große Konflikte. Bart versucht sogar Chuck töten zu lassen. Als Bart sich nach einer Auseinandersetzung und einem Sturz von einem Hochhaus an einem Gitter festhält, verweigert Chuck ihm die Hilfe, weshalb Bart letztlich fällt und stirbt. Kurz darauf heiraten Chuck und Blair (aus Liebe und) auf Jacks Rat, um nicht gegeneinander aussagen zu müssen. Am Ende erfährt man, dass er später mit Blair einen Sohn namens Henry haben wird.

#### Lily van der Woodsen
Lilian „Lily“ van der Woodsen, geschieden und Mutter von Serena und Eric, ist ein früherer Groupie von Dans und Jennys Vater, Rufus. Sie ist immer noch in Rufus verliebt, doch aufgrund der Liebe von Serena und Dan verzichtet sie auf ihn und heiratet stattdessen am Ende der ersten Staffel Bart Bass, Chucks Vater. Nachdem dieser bei einem Autounfall ums Leben kommt, finden Lily und Rufus jedoch schnell wieder zusammen. In der zweiten Staffel erfährt Rufus von CeCe Rhodes, Lilys Mutter, dass Lily ihren gemeinsamen Sohn zur Adoption freigegeben hat. Daraufhin wollen sie Scott Rosson, ihren Sohn, ausfindig machen. Sie besuchen die Adoptiveltern Scotts, doch diese lassen die beiden in dem Glauben, Scott sei bei einem Bootsunfall gestorben. Sie finden später heraus, dass Scott noch lebt, und treffen sich mit ihm. Dieser möchte aber lieber mit seiner Adoptivfamilie zusammen leben. In der dritten Staffel heiraten Lily und Rufus schließlich und sie findet heraus, dass sie selbst Krebs hat, was sie jedoch vor Rufus verheimlicht. Sie wird durch ihren behandelnden Arzt und Ex-Ehemann Dr. William van der Woodsen geheilt, aber er zögert dies lange heraus, damit er Zeit mit Lily verbringen kann. Da Lily dachte, dass Ben und Serena ein Verhältnis auf dem Internat gehabt haben, zeigt sie ihn wegen angeblichem Geschlechtsverkehr mit Minderjährigen an, um Serena von ihm fernzuhalten. Später wird jedoch das Gegenteil aufgedeckt und Lily beschließt, sich mit den Konsequenzen, einen unschuldigen Mann ins Gefängnis befördert zu haben, auseinanderzusetzen und stellt sich deswegen. Sie bekommt für Monate eine Fußfessel und darf nur einen bestimmten Radius um ihre Wohnung herum betreten. Als die Mutter von Lily stirbt, entbrennt ein Erbstreit zwischen Lily, ihrer Schwester und Ivy Dickens – der Schauspielerin, die sich für die CeCes Enkelin Charlie Rhodes ausgeben sollte – denn CeCe hat ihr gesamtes Vermögen Ivy vermacht, was niemand – außer Rufus – begreifen kann. Nachdem Lily herausgefunden hat, dass ihr Ex-Mann William und ihre Schwester ein Verhältnis während der gemeinsamen Ehe hatten und daraus Lola (Charlie Rhodes) entstand, bringt sie ihre Schwester Carol hinter Gitter. Zwischenzeitlich lebt Lily gemeinsam mit Rufus in Brooklyn, weil Ivy das Apartment übernommen hat. In Brooklyn gibt es aber viel Streit zwischen Rufus und Lily, weil er zum einen Carol verteidigt, aber vor allem Ivy, für die er – nachdem sie von Lily ausgetrickst wurde und obdachlos ist – einen Hotelaufenthalt zahlt. Schlussendlich trennt sich Lily von Rufus, der sie wochenlang zuvor ignoriert hatte, und lässt ihre Ehe mit ihm annullieren, da der tot geglaubte Bart Bass wieder aufgetaucht ist, mit dem sie noch verheiratet sein will und mit dem sie erneut zusammenkommt. Nach dessen Tod ist sie schließlich in der letzten Folge wieder mit William van der Woodsen verheiratet.

#### Rufus Humphrey
Rufus Humphrey ist ein ehemaliger Rockstar, der von seiner Frau Alison verlassen wurde. Danach betrieb er eine Galerie, die er jedoch gegen Ende der zweiten Staffel wieder geschlossen hat. Er schickt seine beiden Kinder, Dan und Jenny, auf die Eliteschule, damit ihnen später die besten Universitäten offenstehen. Im Laufe der Serie wird klar, dass er noch immer eine starke Zuneigung für seine Jugendliebe Lily hegt, welche er auch nach langem Hin und Her in der dritten Staffel heiratet. Ende der vierten Staffel kehrt er als Produzent ins Musikgeschäft zurück. In Staffel 5 erkennt er, dass er seine alte Umgebung vermisst und immer nur neben Lily bei Partys in der High Society steht, obwohl er da nicht hingehört. Für eine Weile ziehen die beiden nach Brooklyn, doch Lily zieht wieder zurück, weil sie nicht ohne Luxus leben kann. Rufus bleibt und lebt ohne Lily, diese hat nach vielen Streitereien und als der totgeglaubte Bart Bass wieder auftauchte, ihre gemeinsame Ehe annullieren lassen, um mit Bart verheiratet bleiben zu können. In der letzten Staffel ist er schließlich mit der jungen Ivy Dickens zusammen, wegen der es während der Ehe mit Lily viel Streit gab (u. a. wegen CeCes Erbe). Er trennt sich von Ivy, als er herausfindet, dass sie ihn betrügt und benutzt hat. In der letzten Folge erfährt man, dass Rufus in Zukunft mit der Sängerin Lisa Loeb zusammen ist.

#### Ivy Dickens
Ivy Dickens ist eine 18-jährige Schauspielerin aus Florida, die von Lilys Schwester Carol Rhodes engagiert wurde, um ihre Tochter und Serena und Erics Cousine Charlotte „Charlie“ Rhodes zu spielen. Carol verspricht sich davon, ihre Mutter CeCe dazu zu bringen, den Treuhandfonds ihrer Tochter wieder freizugeben, welchen CeCe aufgrund von Konflikten mit ihrer Tochter gesperrt hatte. Ivy wuchs mit ihrem Heroin abhängigen Vater in Wohnwagen-Siedlungen auf, bis dieser vor ihren Augen starb, als sie acht Jahre alt war. Über die Charlie Rhodes, die von ihr verkörpert wird, ist bekannt, dass ihre Mutter angeblich versucht hat, sie von den Intrigen und Machenschaften der Upper East Side fernzuhalten. Im Laufe der vierten und fünften Staffel wohnt Ivy in Lilys und Rufus Loft. Sie freundet sich mit Dan an, den sie später auch verführen will, es jedoch nicht schafft, weil sie anfängt Serena zu kopieren. In der fünften Staffel gesteht sie Rufus, eine falsche Identität angenommen zu haben. Anschließend flüchtet sie. Als Lily aufgrund ihrer Besorgnis um Charlie den Privatdetektiv der Familie anheuert, um ihren Aufenthaltsort zu ermitteln, erfährt man, dass Carols echte Tochter Charlie Rhodes an der Juilliard studiert. Eines Tages taucht Ivy in Lilys und Rufus Loft auf, um mit Lily zu reden, die gerade nicht da ist. Dann kehrt sie dahin zurück, wo sie schon für eine lange Zeit war – bei der kranken Mutter von Lily, Cece. Sie hat ihr monatelang zur Seite gestanden und Ceces Krankheit verborgen. Als Ivy sich gerade entschließt, Cece und New York für immer zu verlassen, muss Cece ins Krankenhaus gebracht werden, da es ihr nicht gut geht. Ivy bleibt nichts anderes übrig, als mitzufahren und trifft dort auf Carol, Serena, Lily und Rufus, die sich freuen, sie wiederzusehen. Nur Carol will sie schnell loswerden. Als dann plötzlich die echte Charlie Rhodes auftaucht und vor ihrer Mutter und der ganzen Familie steht, endet alles in einem großen Fiasko und Ivy gesteht allen, dass sie von Carol nur bezahlt worden sei, um die Rolle zu spielen. Alle, auch die echte Charlie sind empört. Die echte Charlie verlässt das Krankenhaus und will mit ihrer Mutter nichts mehr zu tun haben, während Ivy, die wegen Cece für immer bleiben will, von der wütenden und enttäuschten Serena vertrieben wird.
Als schließlich Ceces Testament verlesen wird, sind alle überrascht, dass Cece Ivy Dickens fast alles vererbt hat, obwohl sie wusste, dass Ivy nicht Charlie Rhodes ist. Lily hält Ivy für eine Betrügerin und will sie aus ihrem Appartement werfen, doch dann tut Ivy das, da es jetzt ihr gehört.
Lily schafft es mit einem Trick Ivy aus dem Appartement rauszukriegen, indem sie behauptet, wenn sie die Wohnung verlasse, werde sie Ceces eingefrorenes Vermögen wieder freigeben. Was sie aber, nachdem Ivy ausgezogen ist, nicht tut.
Nachdem das Testament für ungültig erklärt wurde, da die Pflegerin von Cece, die Lily wahrscheinlich dafür bezahlte, aussagte, Ivy habe sich nur des Geldes wegen um Cece gekümmert, überredet Lily Ivy dazu, gegen Carol auszusagen. Sie tut dies schließlich, in der Hoffnung, sich wieder mit Lily anzufreunden, doch als Carol verhaftet wird, stellt Lily ihr einen Scheck über eine Million Dollar aus. Ivy bittet sie, ihr zu verzeihen und dass sie immer nur eine richtige Familie haben wollte, doch Lily möchte nichts mehr mit ihr zu tun haben. Ivy zerreißt im Aufzug den Scheck. Am Ende der fünften Staffel sieht man wie Ivy den Scheck von Lola (Charlie Rhodes) bekommt und Lola sagt ihr, sie solle das Geld damit benutzen Lily zu vernichten.
Dies versuchen die beiden dann in der letzten Staffel. In diesem Rahmen benutzt Ivy Rufus, sie täuscht Gefühle für ihn vor und sie haben eine Beziehung. Heimlich trifft sie sich aber mit William, Lilys Exmann, den sie liebt, der sie aber nur benutzt und noch immer Lily liebt. Fünf Jahre später erfährt man, dass sie eine Autobiographie geschrieben hat, die verfilmt werden soll.

#### Jenny Humphrey
Jennifer Tallulah „Jenny“ Humphrey ist die jüngere Schwester von Dan. Sie freundet sich mit Eric, Serenas jüngerem Bruder, an. Jenny lässt sich von Blair ausnutzen, weil sie glaubt, dass sie so irgendwann auch dazugehören kann. Später findet „Queen B“ jedoch eher eine würdige Gegnerin als eine Dienerin in Jenny und die beiden kämpfen darum, am beliebtesten zu sein. In der zweiten Staffel designt sie ihre eigenen Klamotten und wird Praktikantin bei dem Modelabel von Blairs Mutter. Dort hat sie jedoch Probleme und probiert es später auf eigene Faust. Zudem will sie nicht mehr in die Schule gehen, um mehr Zeit für ihren Beruf zu haben. Dadurch kommt es zu einem gewaltigen Streit mit ihrem Vater in dessen Folge Jenny von Zuhause auszieht und bei einer Freundin, dem Model Agnes Andrews, unterkommt. Da sie sich aber mit Agnes zerstreitet, steht ihre Karriere als Designerin jedoch unter keinem guten Stern und sie muss nach einem großen Drama ihren Traum aufgeben, zieht wieder bei ihrer Familie ein und geht wieder normal zur Schule. Außerdem kommt sie mit Nate zusammen, allerdings ist die Beziehung aufgrund dessen Freundschaft zu Dan und seiner Ex-Freundin Vanessa nur von kurzer Dauer. Am Ende der zweiten Staffel wird Jenny von Blair zur neuen „Königin“ der 'Constance Billard School for Girls' gekrönt. Zu Anfang weigert sie sich, eine Blair-ähnliche Nachfolgerin zu werden, doch die neuen „Hofdamen“ beginnen sie immer mehr zu kontrollieren und die Monarchie zieht sie in ihren Bann. Dadurch ist nicht nur die Beziehung zu ihrem Vater, sondern auch Jennys Freundschaft mit Eric in Gefahr. Sie fängt zusätzlich an, zusammen mit ihrem neuen Freund Damien Dalgaard Drogen zu dealen. Nachdem dieser sie verlässt und Nate für sie da ist, versucht Jenny erneut mit ihm anzubandeln – obwohl er bei Serena im Moment in festen Händen ist. Nachdem Jennys Welt nach einem Streit mit Nate, Serena und ihrer Familie zusammenbricht, erlebt sie ihr erstes Mal schließlich ganz unromantisch mit niemand anderem als Chuck, welcher daraufhin jedoch erneut mit Blair anbandeln versucht. Jenny ist am Boden zerstört und verlässt New York zu Ende der dritten Staffel um bei ihrer Mutter zu wohnen und wieder zur Ruhe zu kommen. In der sechsten Episode der vierten Staffel kommt Jenny jedoch zurück, da ihr Chuck einen Termin bei dem berühmten Modedesigner Tim Gunn besorgt hat, um Blair zu ärgern bzw. dazu zu bringen sich ihrem Leben an der NYU zu stellen, anstatt sich weiterhin mit den Constance-Schülerinnen zu treffen. Nachdem Jenny jedoch sofort in eine Reihe von Intrigen verwickelt wird, verlässt sie die Stadt bereits kurz danach wieder.

#### Vanessa Abrams
Vanessa Abrams ist die Kindheitsfreundin von Dan. Sie zog von Vermont wieder zurück nach New York, dort lebt sie in Williamsburg und arbeitet in einem Café. In der ersten Staffel ist sie in Dan verliebt, will ihm dies aber nicht gestehen. Sie hat ein großes Talent für das Filmen. In der zweiten Staffel ist sie mit Nate zusammen und liefert sich mit Jenny einen Kleinkrieg um ihn, den Vanessa schließlich gewinnt. Als Nate wieder mit Blair zusammenkommt, wollen Chuck und sie die beiden eifersüchtig machen. Dies gelingt ihnen aber nicht, woraufhin sie eine kurze Affäre haben. Anfang der dritten Staffel ist sie mit Scott, dem Sohn von Lily und Rufus, zusammen, Mitte der Staffel hat sie einen Dreier mit Dan und Olivia Burke, einer bekannten Schauspielerin, woraufhin sie mit Dan zusammenkommt. Sie studiert an der NYU und fliegt schließlich nach Haiti, um sich weiterbilden zu lassen. Als sie in der vierten Staffel nach New York zurückkommt, wird sie schnell so etwas wie eine Ersatzmutter für Dans vermeintlichen Sohn Milow und sie und Dan kommen sich wieder näher. Nachdem sie mit Juliet und Jenny Serena unter Drogen gesetzt hat, wird sie von allen abgeschrieben. Selbst Dan trennt sich von ihr und kündigt ihr wenig später die Freundschaft. Mitte bis Ende der vierten Staffel erhält sie ein Stipendium für ein Auslandsjahr in Barcelona.

### Nebenfiguren
- Eric van der Woodsen ist Serenas 15-jähriger Bruder, welcher versucht hatte, Selbstmord zu begehen und in eine Klinik kam. Er ist gut mit Dan und Jenny befreundet, gegen letztere er aber Mitte der dritten Staffel ankämpft, da er nicht möchte, dass Jenny so wie Blair, in ihrer Zeit als Königin wird. In dieser Zeit trennt sich sein Freund Jonathan, mit dem er seit der zweiten Staffel zusammen war, von ihm, weil Jonathan findet, dass Eric genauso intrigant wird wie Jenny.
- Eleanor Waldorf ist die Mutter von Blair und eine angesagte Modedesignerin, bei der auch schon Jenny als Praktikantin arbeitete.
- Bartholomew „Bart“ Bass ist der Vater von Chuck, der angeblich bei einem Autounfall ums Leben kam. Allerdings täuschte er diesen vor und taucht später wieder auf. Er ist mit Lily verheiratet und leitet das Großunternehmen „Bass Industries“, das Chuck nach seinem vorgetäuschten Tod geerbt hat. Da er jedoch nicht tot ist und zurückkehrt, kommt er wieder mit Lily zusammen. Außerdem beschließt er, dass Chuck und Jack nicht mehr für „Bass Industries“ arbeiten sollen, und enttäuscht damit seinen Sohn. Es stellt sich heraus, dass Bart einige Verbrechen begangen hat, die Chuck aufdecken möchte. Bart versucht dies jedoch mit allen Mitteln zu verhindern und nimmt dabei sogar in Kauf, seinen eigenen Sohn töten zu lassen. Er stürzt jedoch nach einem Streit mit Chuck vom Dach eines Hochhauses und stirbt.
- Georgina Sparks ist eine ehemals gute Freundin von Serena. Sie erpresst Serena mit einem Video, auf dem zu sehen ist, dass die Drogen, die Serena einem Jungen gegeben hat, ihn umbringen. Da Serena ihr ausweicht und ihr zu verstehen gibt, dass sie keine Freunde mehr seien, gibt sie sich als Sarah aus Portland aus und freundet sich mit Dan und Vanessa an. Als Serena alles in Ordnung gebracht hat, will Georgina Dan verführen; sie küssen sich. Als Dan die Wahrheit herausfindet, trickst er sie mit Blairs Hilfe aus und sie kommt in ein Boot Camp. Am Ende der 2. Staffel taucht sie wieder auf, nun aber vollkommen anders als vorher. Sie glaubt an Gott und hat alle ihre Sünden gebeichtet. Damit Blair ihr verzeiht, hilft sie Serena, Chuck, Nate und Blair Poppy zu überführen. Der Plan geht allerdings schief. Später erhält Blair einen Anruf von Georgina, indem sie sagt, dass das Biest wieder zurück sei und dass sie sich um Poppy gekümmert habe. Am Anfang von Staffel 3 hat sie eine kurze Affäre mit Dan, die allerdings schnell wieder endet. Sie wird von Dorota nach Russland geschickt. Am Ende derselben Staffel kommt sie mit einem dicken Babybauch wieder zurück und verkündet Dan, dass er Vater werde. Am Anfang der 4. Staffel lebt sie für kurze Zeit im Loft von Dans Vater, und die beiden kümmern sich um ihren gemeinsamen Sohn Milo. Als Dan jedoch herausfindet, dass Milo nicht sein Sohn ist, geht Georgina mit ihrem Sohn zurück zu ihren Eltern. Am Ende der 4. Staffel kommt sie auf eine Party von ihrer alten Schule. Sie hat sich mit dem Vater ihres Sohnes verlobt. In der Mitte der 5. Staffel kommt sie zu Blairs Hochzeit mit ihrem Mann Phil wieder, weil ihr das Drama fehlt. Man erfährt, dass sie Gossip Girls Nachfolgerin ist. Nach ein paar Episoden schickt sie Serena das Passwort und den Laptop, mithilfe dessen man die Identität Gossip Girls annehmen kann. In einer Zukunftssequenz des Staffelfinales erfährt der Zuschauer, dass sie und Chucks Onkel Jack ein Paar werden.
- Jack Bass ist der Onkel von Chuck. Eine eher zwielichtige Person, die sich jedoch im Finale als große Hilfe erweist. Um nicht von der Polizei verhaftet zu werden, schlägt er Chuck vor, Blair zu heiraten. Später ist er der Freund von Georgina Sparks.
- Anne und Howard Archibald sind die Eltern von Nate. Howie wird in der zweiten Staffel vom FBI wegen Veruntreuung verhaftet. Er wird entlassen und Anne und er lassen sich scheiden.
- Dorota Kishlovsky ist das Hausmädchen der Waldorfs, die den Portier von Lilys und Rufus Loft, Vanya, heiratet und zwei Kinder mit diesem bekommt.
- Nelly Yuki ist eine sehr intelligente, jüngere Schülerin, die wie Blair nach Yale will und schließlich in der zweiten Staffel angenommen wird. In der 6. Staffel ist sie als Mode-Reporterin tätig, die Blair und ihre neue Kollektion bewerten soll.
- Isabel Coates, Penelope Shafai, Hazel Williams und Kati Farkas sind Blairs angeblich treue Freundinnen, die von ihren Mitschülern (vor allem von Jenny) auch gerne die Hofdamen genannt werden. Sie haben Spaß an Machtspielchen und beteiligen sich in den ersten zwei Staffeln an den Kämpfen zwischen Blair, Serena und Jenny, bei welchen sie ständig die Seiten wechseln.
- Diana Payne lernt Nate in Los Angeles kennen und beginnt eine Beziehung mit ihm. Nate will mehr von ihr wissen und als er sie auch noch in New York trifft, lässt es ihm keine Ruhe mehr. Sie ist Leiterin des „New York Spectators“ und stellt auch Nate dort ein. Bei der Jenny Pakham Show kommen die beiden an Ivys Handy und Diana kommt so an das Geheimnis von Ivy. Diana erpresst mit diesem Geheimnis Ivy, die nun auch beim Spectator arbeitet. Nates Großvater enthüllt sich als Investor des Spectators. Dieser investiert nur weiter, wenn Nate Chef des Spectators wird und Diana zurücktritt. Daraufhin verschwindet Diana. Als Chuck und Blair den Autounfall erlitten, sieht man wie Diana von Jack angerufen wird, und daraufhin zurück nach New York kommt und dort zum Investor des Spectators wird. Als Serena ein Gespräch mit Diana und Jack mitbekommt, hört sie, dass es Diana war, die Chuck das lebensrettende Blut gespendet hat. Daraufhin konfrontiert Serena sie mit dieser Information und es wird klar, dass Diana Chucks Mutter ist. Da Lola diese Unterhaltung live über Gossip Girl filmt, finden somit alle und auch Chuck das heraus. Später unterhalten sich die beiden und Chuck will eine Beziehung mit ihr aufbauen. Nate, der das alles nicht glauben kann, versucht Diana zu stürzen und als Investor zu feuern. Als Nate sich auf die Suche nach einer Story über sie sucht, die er auf die Titelseite bringen kann, wird klar das Diana nicht Chucks Mutter ist, sondern das nur vorgeben hat, um Bart Bass zu schützen.
- Charlotte/Charlie „Lola“ Rhodes: Um ihre Schauspiel-Schule bezahlen zu können, arbeitet sie nebenbei bei einer Catering-Firma, die schon auf Partys des Specatators tätig war und auch bei Blairs Hochzeit. Bei der Hochzeit lernt sie auch Nate kennen und sie fangen an, sich öfters zu treffen und werden auch später ein Paar. Ivy und Lola treffen sich und stellen fest, dass sie sich von einer Schauspielschule kennen. Da Lola nichts von Ivys geheimen Doppelleben weiß, spricht sie sie mit ihrem wirklichen Namen an. Später kommt sie mit Nate ins Gespräch und dieser erzählt ihr, dass „Ivy“ Serenas Cousine Charlie Rhodes ist. Lola erzählt ihm die Wahrheit, dass sie Charlie ist und vermutet, dass Ivy ihre Identität geklaut hat, aber nicht weiß wieso. Sie will Ivy darauf ansprechen und sieht bei Gossip Girl, dass Ivy im Krankenhaus ist, unwissend, dass dort grade auch Lily, Rufus, Carol und Serena sind, da es Cece schlecht geht. Als Lola dort Carol entdeckt, fragt sie sie, was sie hier mache. Es kommt zum Eklat und Ivy, die auch noch dazukam, klärt die Situation auf, dass Carol sie angeheuert hat, sich als Charlie auszugeben, um an den Treuhandfonds zu kommen. Daraufhin verlässt Lola das Krankenhaus, und ein riesiger Streit bricht in der Familie Rhodes aus. Als das Testament von Cece verlesen wird, kommt heraus, dass Ivy fast das ganze Erbe erhält. Da Carol das nicht zulassen kann, spricht sie mit William, dem Testamentverleser, dass er dafür sorgen muss, dass sie ihre Hälfte erhält. Wenn er das nicht schafft, fordert sie von Lolas Vater den gesamten Unterhalt, den er ihr schuldet. Als William fragt, wie sie ihn finden möge, sagt sie, dass sie gerade direkt mit ihm spreche. William will eine Beziehung mit Lola aufbauen und erzählt ihr deswegen alles. Ende der fünften Staffel entdeckt Lola, dass Lily ihre Mutter sabotieren will. Als Lola das Erbe von Cece erhält, überschreibt sie es komplett an Ivy und sagt ihr, sie solle damit Lily vernichten. Nate will Lola fragen, ob diese bei ihm einziehen will, doch sie hat schon andere Pläne, da sie einen Job außerhalb der Stadt bekommt und diesen auch annimmt.

## Besetzung

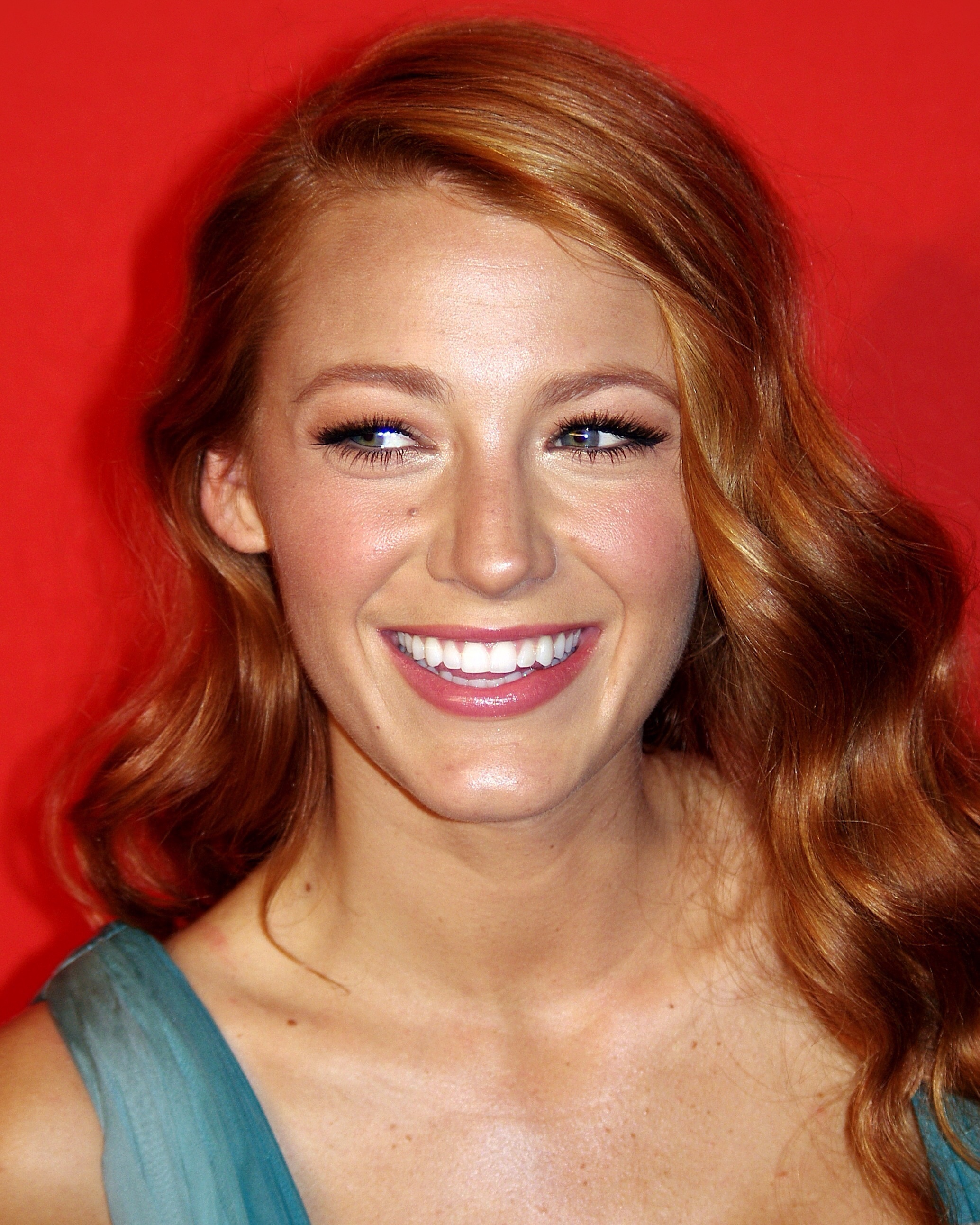
Blake Lively spielte Serena van der Woodsen
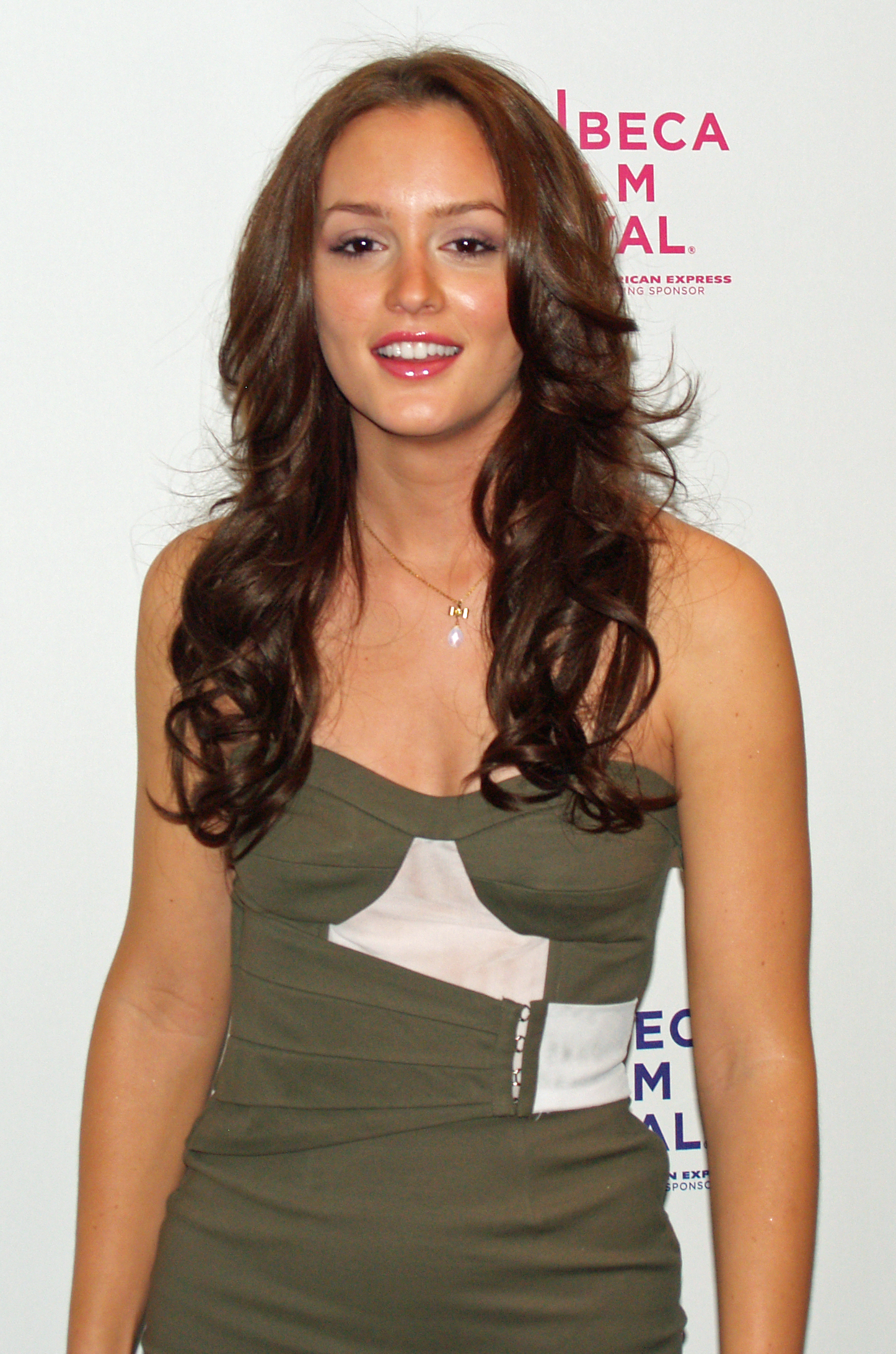
Leighton Meester spielte Blair Waldorf
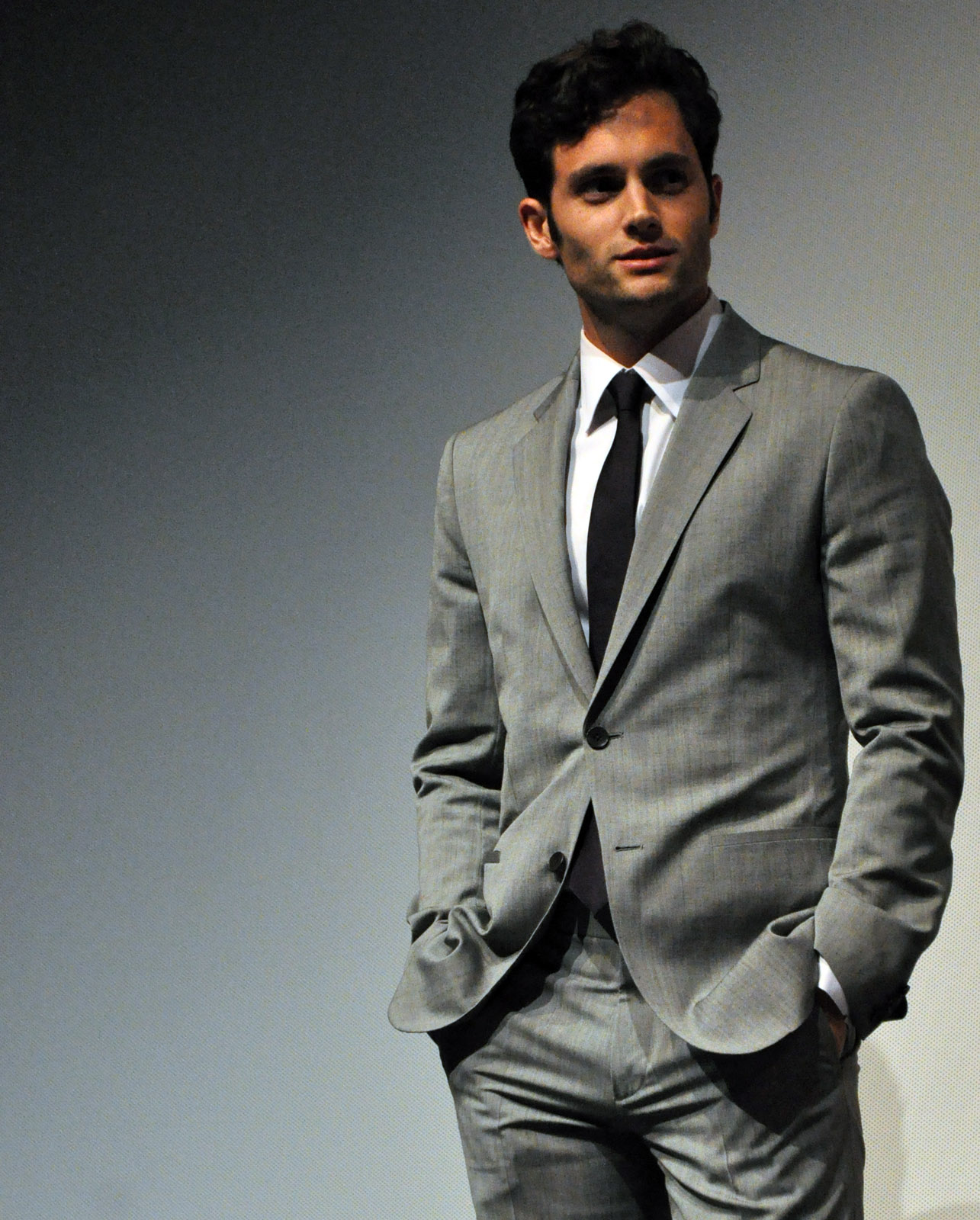
Penn Badgley spielte Dan Humphrey
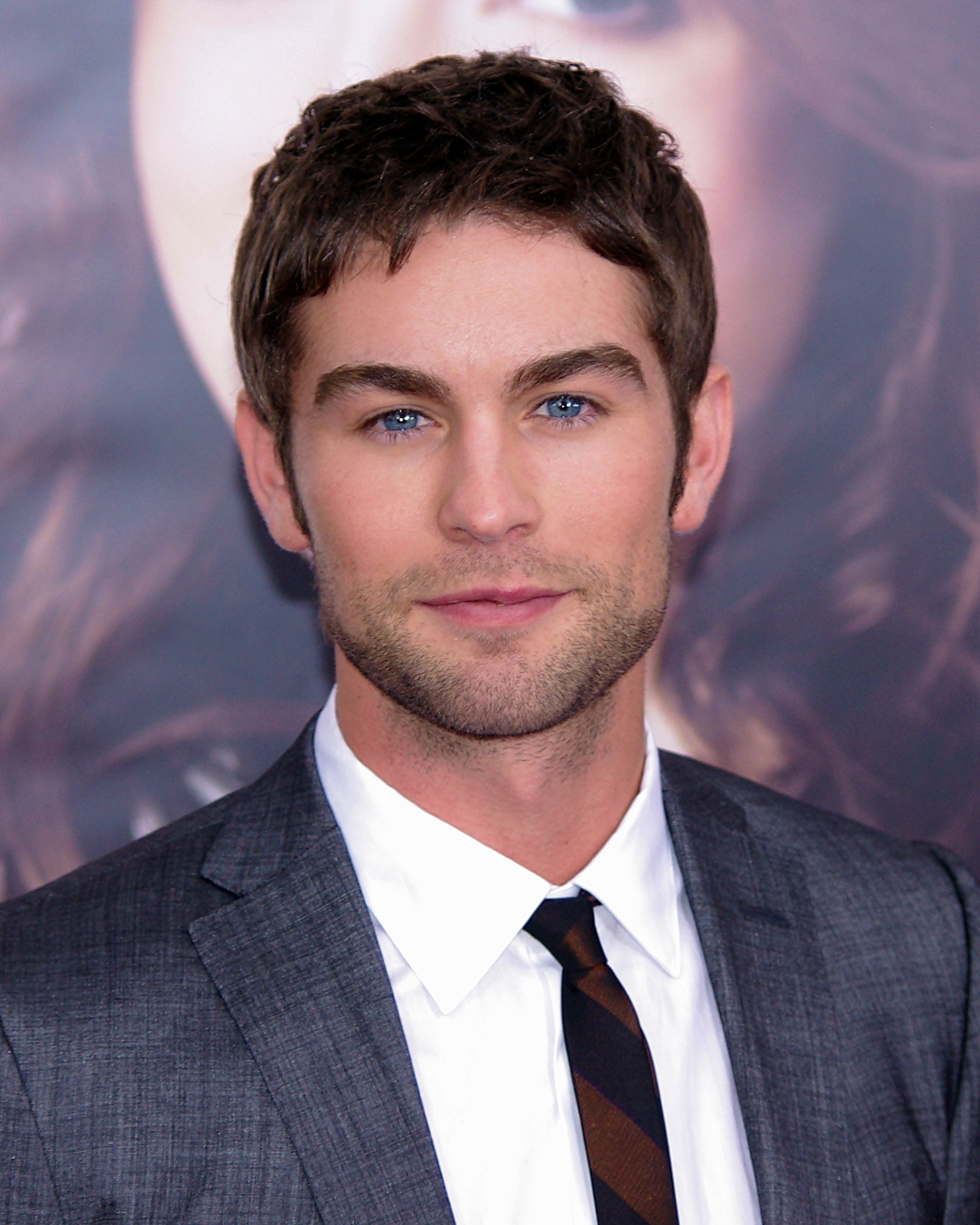
Chace Crawford spielte Nate Archibald
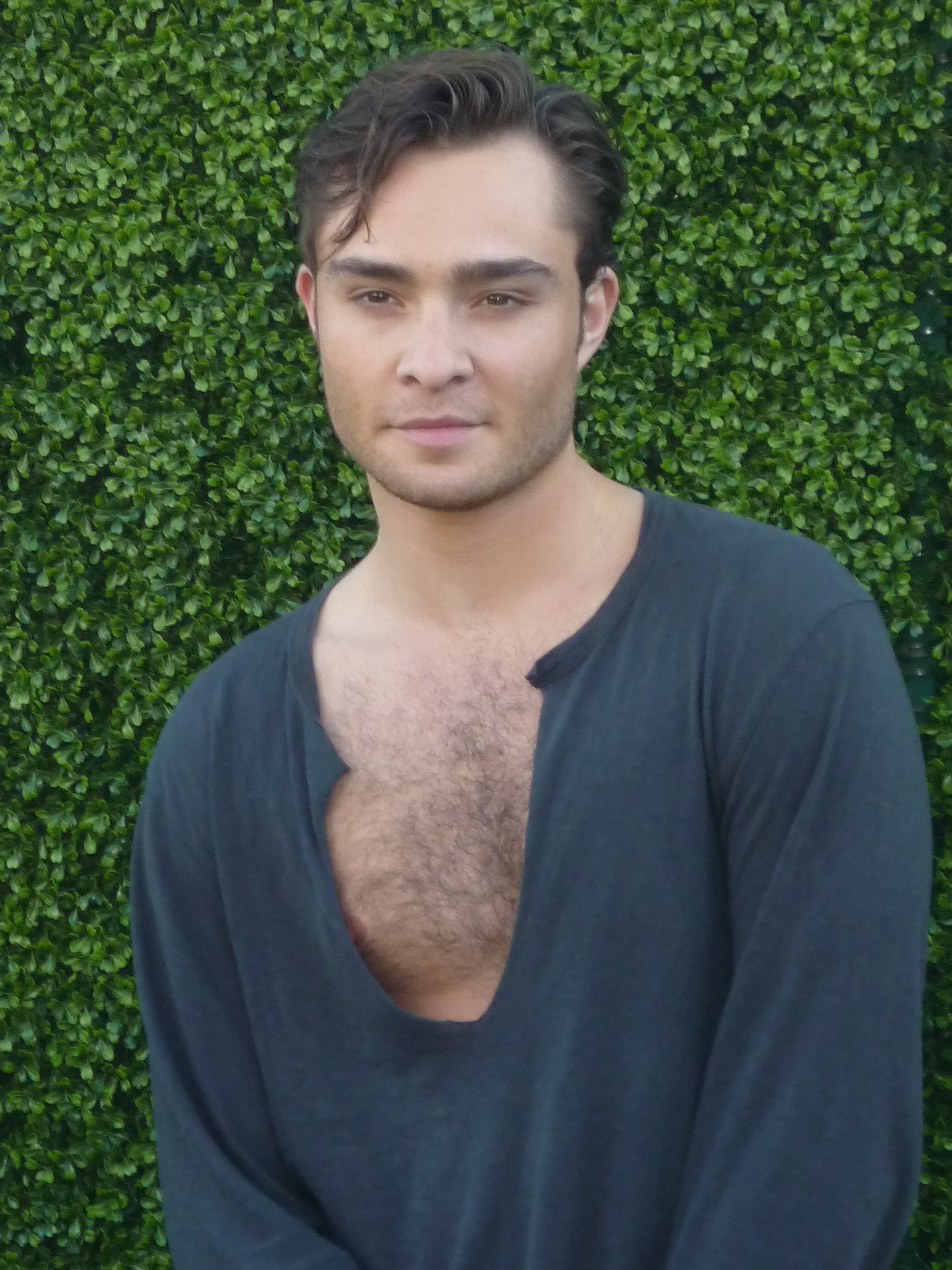
Ed Westwick spielte Chuck Bass
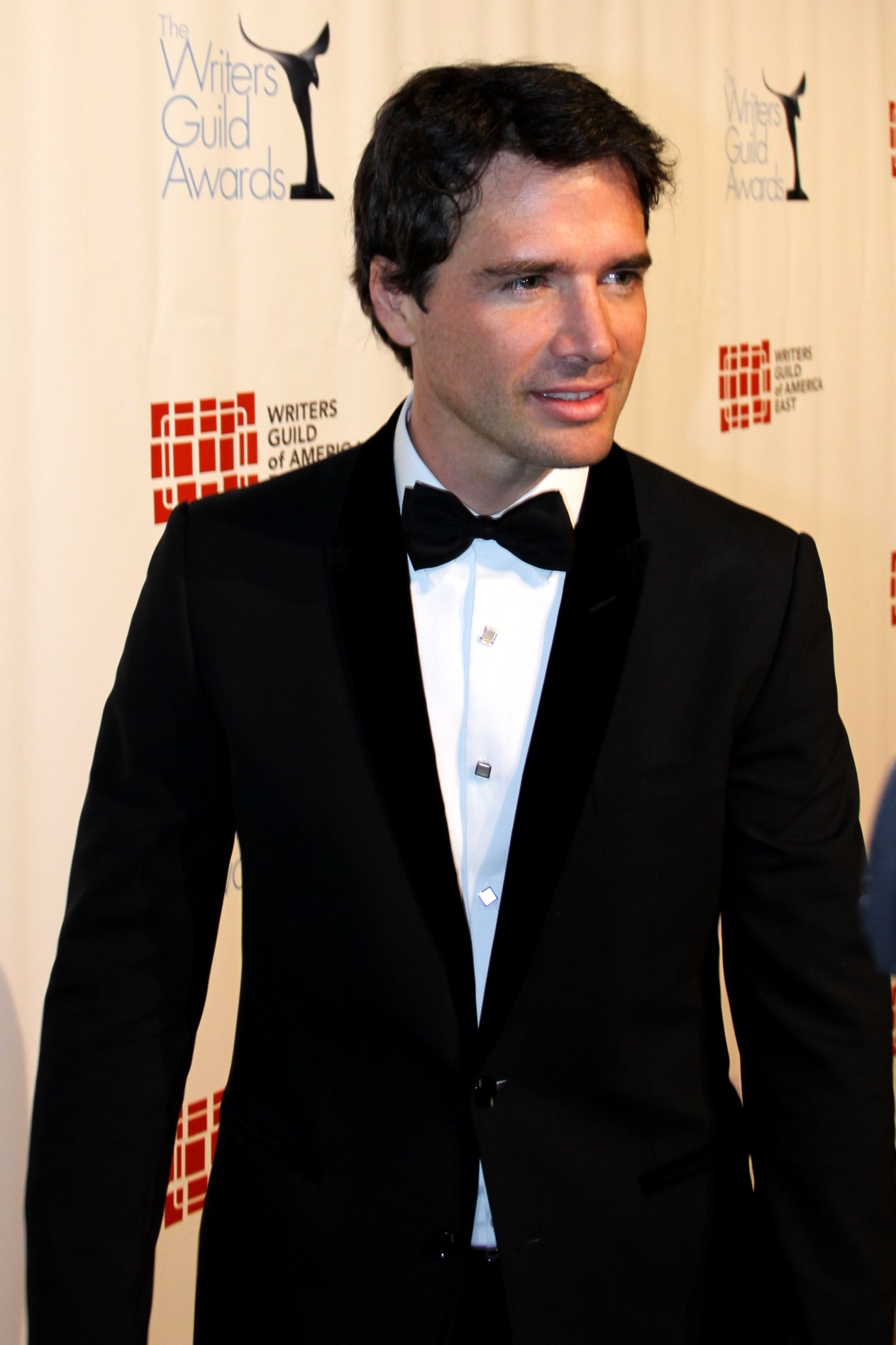
Matthew Settle spielte Rufus Humphrey
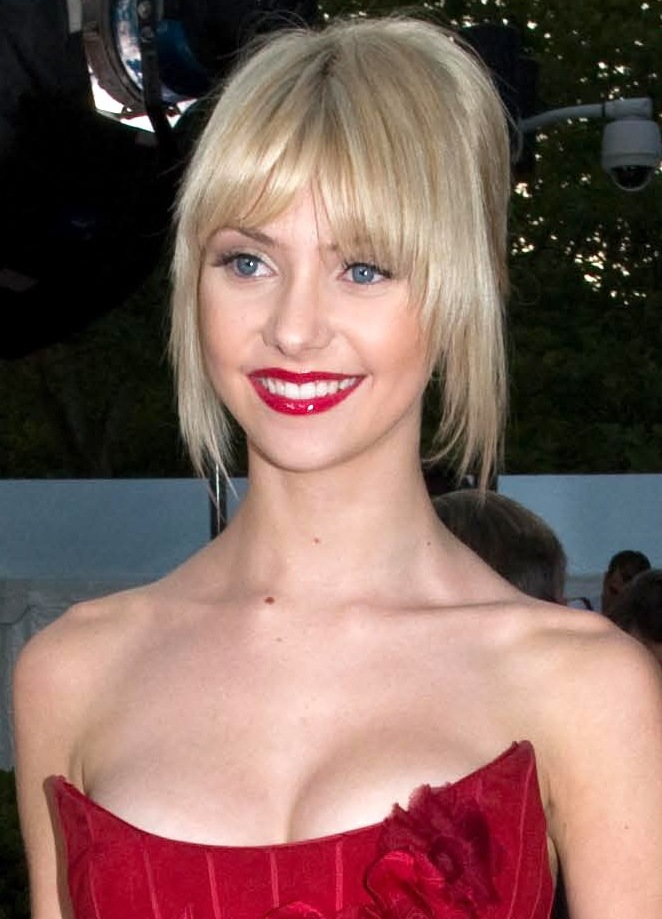
Taylor Momsen spielte Jenny Humphrey
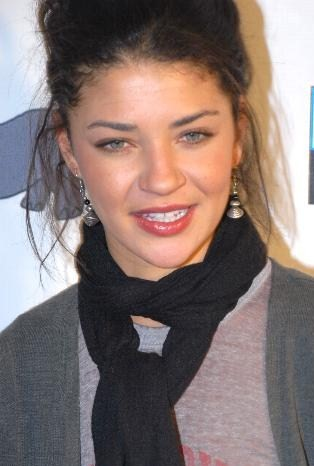
Jessica Szohr spielte Vanessa Abrams
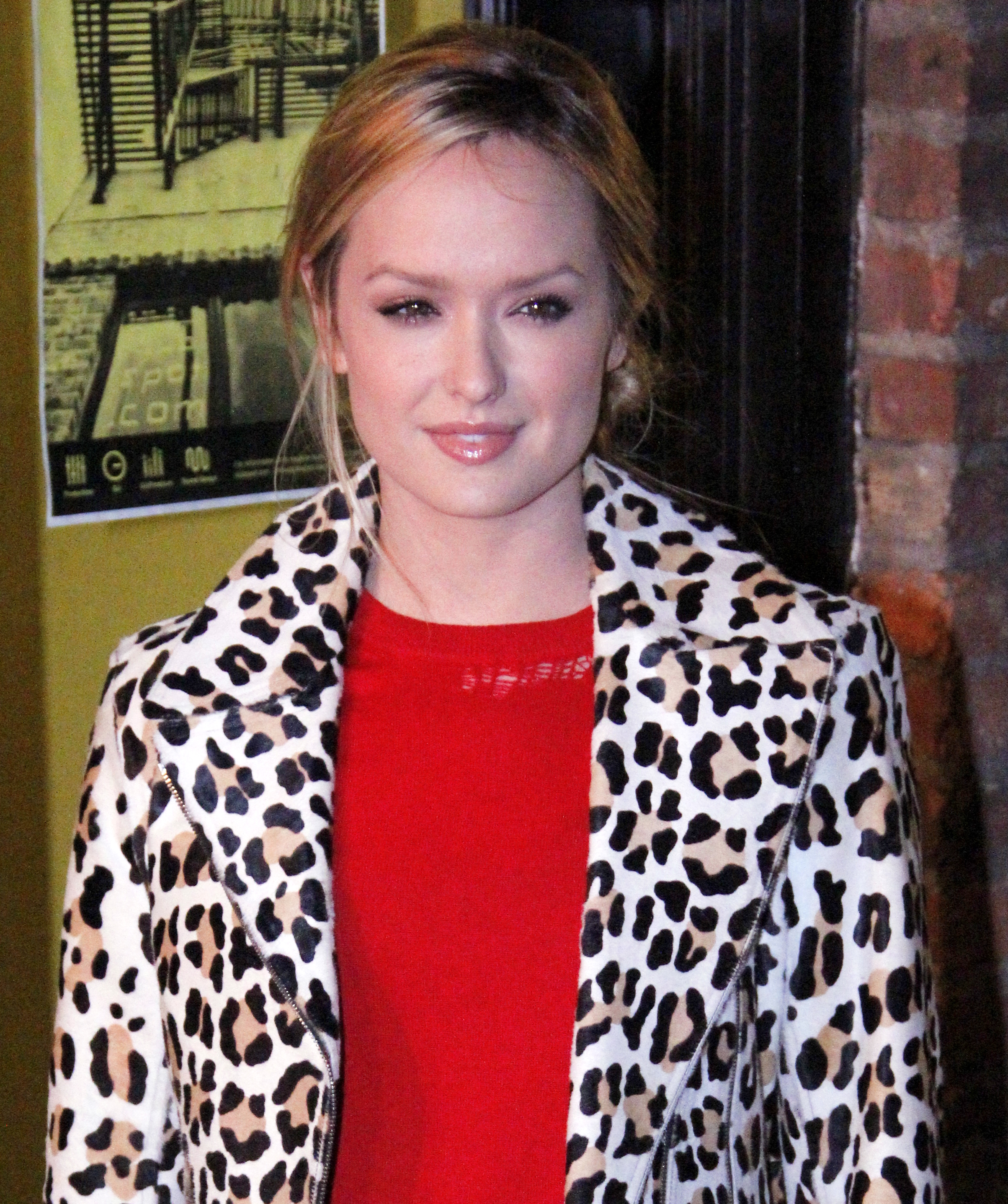
Kaylee DeFer spielte Charlie Rhodes/Ivy Dickens

### Hauptbesetzung
| Name                                                                                           | Schauspieler          | Hauptrolle           | Nebenrolle      | Deutsche Synchronstimme |
| ---------------------------------------------------------------------------------------------- | --------------------- | -------------------- | --------------- | ----------------------- |
| Serena Celia van der Woodsen                                                                   | Blake Lively          | 1.01–6.10            |                 | Dascha Lehmann          |
| Blair Cornelia Waldorf                                                                         | Leighton Meester      | 1.01–6.10            |                 | Tanya Kahana            |
| Daniel „Dan“ Randolph Humphrey                                                                 | Penn Badgley          | 1.01–6.10            |                 | Robin Kahnmeyer         |
| Nathaniel „Nate“ Fitzwilliam Archibald                                                         | Chace Crawford        | 1.01–6.10            |                 | Sebastian Schulz        |
| Charles „Chuck“ Bartholomew Bass                                                               | Ed Westwick           | 1.01–6.10            |                 | Kim Hasper              |
| Lilian „Lily“ Celia van der Woodsen, geb. Rhodes, gesch. Humphrey, gesch. Mueller, gesch. Bass | Kelly Rutherford      | 1.01–6.10            |                 | Debora Weigert          |
| Rufus Humphrey                                                                                 | Matthew Settle        | 1.01–6.10            |                 | Boris Tessmann          |
| Vanessa Abrams                                                                                 | Jessica Szohr         | 1.14–4.22            | 1.06–1.13, 6.10 | Luise Helm              |
| Jennifer „Jenny“ Tallulah Humphrey                                                             | Taylor Momsen         | 1.01–3.22, 4.06–4.10 | 6.10            | Josephine Schmidt       |
| Ivy Dickens, alias Charlotte „Charlie“ Rhodes                                                  | Kaylee DeFer          | 5.01–6.10            | 4.18–4.22       | Marie-Luise Schramm     |
| Gossip Girl                                                                                    | Kristen Bell (Stimme) | 1.01–6.10            |                 | Nana Spier              |

### Nebenbesetzung
| Name                              | Schauspieler          | Staffel        | Deutsche Synchronstimme |
| --------------------------------- | --------------------- | -------------- | ----------------------- |
| Eleanor Waldorf                   | Florencia Lozano      | 1 (Pilotfolge) | Andrea Aust             |
| Eleanor Waldorf                   | Margaret Colin        | 1–6            | Andrea Aust             |
| Dorota Kishlovsky                 | Zuzanna Szadkowski    | 1–6            | Martina Treger          |
| Georgina Sparks                   | Michelle Trachtenberg | 1–6            | Ilona Brokowski         |
| Eric van der Woodsen              | Connor Paolo          | 1–4, 6         | David Turba             |
| Bartholomew „Bart“ Bass           | Robert John Burke     | 1–3, 5–6       | Wolfgang Condrus        |
| Howard „The Captain“ Archibald    | Sam Robards           | 1–2, 4–6       | Till Hagen              |
| Penelope Shafai                   | Amanda Setton         | 1–2, 4–5       | Esra Vural              |
| Nelly Yuki                        | Yin Chang             | 1–2, 4, 6      | Charlotte Mertens       |
| Anne Archibald, geb. van der Bilt | Francie Swift         | 1–2, 4         | Sabine Mazay            |
| Isabel Coates                     | Nicole Fiscella       | 1–2, 4         | Magdalena Turba         |
| Hazel Williams                    | Dreama Walker         | 1–2            | Kaya Marie Möller       |
| Kati Farkas                       | Nan Zhang             | 1, 4–6         | Jill Schulz             |

### Gastbesetzung
| Name                               | Schauspieler         | Charakterbeschreibung | Staffel | Deutsche Synchronstimme  |
| ---------------------------------- | -------------------- | --- | ------- | ------------------------ |
| Harold Waldorf                     | John Shea            | Blairs Vater, der nach der Scheidung von ihrer Mutter mit einem männlichen Model namens Roman in Paris lebt. | 1–2, 5  | Hans-Jürgen Dittberner   |
| Celia „CeCe“ Rhodes                | Caroline Lagerfelt   | Lilys und Carols Mutter und die Großmutter von Serena, Eric und Charlie. Sie stirbt in der fünften Staffel auf Grund eines Schlaganfalls. | 1–5     | Kerstin Sanders-Dornseif |
| Carter Baizen                      | Sebastian Stan       | Ein alter Kumpel von Nate, der sowohl mit Blair als auch mit Serena eine Beziehung hatte. | 1–3     | Marcel Collé             |
| Roman                              | William Abadie       | Partner von Harold Waldorf. | 1–2     | Jaron Löwenberg          |
| Alison Humphrey                    | Susan Misner         | Jenny und Dans Mutter, die nach der Trennung von Rufus in Hudson lebt. | 1       | Katrin Zimmermann        |
| Cyrus Rose                         | Wallace Shawn        | Der zweite Ehemann von Eleanor Waldorf, mit dem sie nach Paris zieht und regelmäßig nach New York reist. | 2–6     | Michael Pan              |
| Vanya                              | Aaron Schwartz       | Der Ehemann von Dorota Kishlovsky und der Vater ihrer gemeinsamen Tochter und ihres gemeinsamen Sohnes. | 2–6     | Christian Gaul           |
| Jack Bass                          | Desmond Harrington   | Er ist der Onkel von Chuck und hatte einen One-Night-Stand mit Blair. Er versucht nach Barts Tod, Chuck die Firma wegzunehmen, was ihm für kurze Zeit in der dritten Staffel gelang. Er versucht Lily zu vergewaltigen, wird aber von Chuck daran gehindert und nach Australien zurückgeschickt. Er war Elizabeths Geliebter und steckt mit Diana Payne unter einer Decke. Er gibt Chuck letzten Endes den Rat, Blair zu heiraten, damit diese, als einzige Zeugin bei Barts Tod, nicht aussagen muss. | 2–6     | Marcus Off               |
| Jonathan Whitney                   | Matt Doyle           | Der Ex-Freund von Eric. | 2–3, 4  | Roland Wolf              |
| William van der Bilt I             | James Naughton       | Der Großvater von Nate und Trip und der Vater von Nates Mutter Anne. | 2–3, 5  | Rüdiger Evers            |
| Agnes Andrews                      | Willa Holland        | Ein junges Model, welches sich mit Jenny anfreundet und mit ihr eine eigene Modefirma gründen möchte. Jenny jedoch überlegt es sich anders und will die alleinige Gründerin sein, sehr zum Übel von Agnes. Aus Rache verbrennt sie Jennys gesamte Kollektion. Später trifft Agnes wieder auf Jenny, da beide wieder für Eleanor arbeiten. Agnes will wieder mit Jenny befreundet sein. | 2–3, 6  | Julia Meynen             |
| William „Trip“ van der Bilt III    | Aaron Tveit          | Ein Cousin von Nate und ein Teil der einflussreichen Familie van der Bilt. Er wird in den Kongress gewählt und hat in der dritten Staffel eine Affäre mit Serena. | 2–3, 5  | Julien Haggége           |
| Maureen van der Bilt               | Holley Fain          | Die Ehefrau von Trip, die seinen Wahlkampf so manipuliert hat, dass er gewinnt. | 2–3     | Julia Ziffer             |
| Scott Rosson                       | Chris Riggi          | Ex-Freund von Vanessa. Der Sohn von Lily und Rufus, welcher aus der Beziehung der beiden in ihrer Jugendzeit entstand und somit der Halbbruder von Dan, Serena, Jenny und Eric ist. | 2–3     | Wanja Gerick             |
| Lord Marcus Beaton                 | Patrick Heusinger    | Blair lernt ihn in den Hamptons kennen und hat eine kurze Beziehung mit ihm, um Chuck eifersüchtig zu machen. | 2       | Sascha Rotermund         |
| Lady Catherine Mason Beaton        | Mädchen Amick        | Eine reife, attraktive Frau und Lord Marcus Stiefmutter. Nate lernt sie in den Hamptons kennen und beginnt eine Affäre mit ihr, damit sie ihn finanziell unterstützt, nach dem Skandal seines Vaters. Später beginnt sie eine Affäre mit ihrem Stiefsohn Marcus. | 2       | Ulrike Stürzbecher       |
| Poppy Lifton                       | Tamara Feldman       | Eines der Mädchen, das auf Eleanors Modenschau läuft. Sie freundet sich mit Serena an und fliegt mit ihr und Gabriel nach Spanien. Sie ist ein sehr angesagtes It-Girl. Später taucht sie als Konkurrentin gegen Blair mit einer eigenen Modelinie auf und wird schließlich von Nelly Yuki gut bewertet. | 2, 6    | Catrin Dams              |
| Aaron Rose                         | John Patrick Amedori | Sohn von Cyrus Rose, somit auch der Stiefbruder von Blair. Außerdem hat er eine kurzzeitige Beziehung mit Serena. | 2       | Ricardo Richter          |
| Rachel Carr                        | Laura Breckenridge   | Eine neue Lehrerin aus Iowa, die in Dan verliebt war und später zurück nach Iowa geht, nachdem sie dafür gesorgt hat, dass Blair nicht nach Yale gehen konnte. | 2       | Manja Doering            |
| Gabriel Edwards                    | Armie Hammer         | Poppy Liftons Freund. | 2       | Dennis Schmidt-Foß       |
| Dr. William van der Woodsen        | William Baldwin      | Serenas und Erics Vater und der erste Ehemann von Lily. Nach CeCe Rhodes Tod stellt sich heraus, dass er auch Lolas Vater ist. | 3–6     | Johannes Berenz          |
| Damien Dalgaard                    | Kevin Zegers         | Er kennt Serena von der Zeit, als sie in dem Internat Nightley war. In dieser Zeit war er noch Klassenbester und erledigte die Hausübungen für Serena. Der Sohn des belgischen Botschafters, ein Drogendealer, der mit Jenny zusammen war und zusammen mit ihr und ebenfalls mit Eric gedealt hat. | 3–4     | Jan Makino               |
| Elizabeth Fisher alias Evelyn Bass | Laura Harring        | Sie ist die biologische Mutter von Chuck. Bart erzählte seinem Sohn immer, sie wäre während Chucks Geburt verstorben. Am Jahrestag von Barts Tod trifft Chuck sie zum ersten Mal an dessen Grab. Evelyn, die sich nun Elizabeth Fisher nennt, verliebt sich in Jack, Barts jüngeren Bruder, und versucht eine Beziehung zu Chuck aufzubauen um die Rechte am Empire zu bekommen – was ihr letzten Endes gelingt – um diese wiederum an Jack zu überschreiben, welches sie später bereut. In Staffel 5 ist immer noch unklar, ob sie Chucks Mutter ist, da sie es leugnet, doch nachdem sie Nate darum bittet, schickt sie ein Foto, das beweist, dass sie Chucks Mutter ist. | 3–5     | Heidrun Bartholomäus     |
| Bree Buckley                       | Joanna García        | Die Ex-Freundin von Nate. Die Familien der beiden sind Rivalen. | 3       | Anja Stadlober           |
| Olivia Kate Burke                  | Hilary Duff          | Eine bekannte Schauspielerin, die auch auf die NYU geht und in der dritten Staffel eine Beziehung mit Dan hatte. | 3       | Yvonne Greitzke          |
| Prinz Louis Grimaldi               | Hugo Becker          | Der Prinz von Monaco, der Blair in Paris kennenlernt und sich mit ihr verlobt. Während der Zeremonie lässt Georgina ein Tonband laufen, auf welchem Blair die Liebe zu ihrem Ex-Freund Chuck gesteht. Louis verzeiht Blair und die beiden geben sich das Ja-Wort. Während des Hochzeitstanzes allerdings gesteht Louis Blair, dass die Ehe nur Show sei und dass er Blair nicht liebe. Sie will daraufhin die Scheidung. Außerdem soll er der Vater von Blairs verstorbenem, ungeborenem Kind gewesen sein. | 4–5     | Frédéric Vonhof          |
| Prinzessin Sophie Grimaldi         | Joanne Whalley       | Die Prinzessin von Monaco, die Mutter von Louis und somit Blairs Schwiegermutter. | 4–5     | Beate Haeckl             |
| Beatrice Grimaldi                  | Roxane Mesquida      | Die Tochter von Prinzessin Sophie Grimaldi und somit Louis’ Schwester. | 4–5     | Emily Behr               |
| Carol Rhodes                       | Sheila Kelley        | Die Mutter von Lola, die Schwester von Lily und die Tochter von CeCe. | 4–5     | Sabine Falkenberg        |
| Russell Thorpe                     | Michael Boatman      | Der Vater von Raina und Besitzer der Firma Thorpe Enterprises, dem Erzfeind von Bass Industries. Er hatte eine Affäre mit Lily und wollte Bart Bass durch ein von ihm gelegtes Feuer töten, stattdessen tötete er damit seine Frau. Daraufhin kommt er für den Mord an seiner Frau und die Entführung von Blair ins Gefängnis. | 4       | Torsten Michaelis        |
| Raina Thorpe                       | Tika Sumpter         | Die Tochter von Russell und Avery, die eine Affäre mit Bart hatte und die Ex-Freundin von Chuck und Nate ist. | 4       | Anne Helm                |
| Juliet Sharp                       | Katie Cassidy        | Die Ex-Freundin von Nate und die Halbschwester von Ben. | 4, 6    | Ranja Bonalana           |
| Benjamin „Ben“ Donovan             | David Call           | Der ex-inhaftierte Halbbruder von Juliet und der Ex-Freund von Serena. | 4       | Karlo Hackenberger       |
| Colin Forrester                    | Samuel Page          | Ein Professor, Ex-Affäre von Serena und der Cousin von Ben und Juliet. | 4       | Leonhard Mahlich         |
| Eva Coupeau                        | Clémence Poésy       | Eine aus Frankreich stammende Prostituierte, die Chuck in Prag das Leben rettet und daraufhin eine kurze Beziehung mit ihm hat. | 4       | Marie Bierstedt          |
| Diana Payne                        | Elizabeth Hurley     | Affäre von Nate und Bart Bass. Leitet für einige Zeit den NYSpectator. | 5       | Melanie Pukaß            |
| Max Harding                        | Brian J. Smith       | Ex-Freund von Ivy Dickens. Er erpresst Ivy mit seinem Wissen über ihre wahre Herkunft. | 5       | Nick Forsberg            |
| Charlotte „Lola“ Rhodes            | Ella Rae Peck        | Die Tochter von Carol und wie sich später herausstellt auch die von William, womit sie die Halbschwester von Serena und Eric ist. | 5–6     | Kaya Marie Möller        |
| Steven Spence                      | Barry Watson         | Ein junger Unternehmer, der mit Serena eine Affäre beginnt. Er ist der Vater von Sage. | 6       | Alexander Doering        |
| Sage Spence                        | Sofia Black-D’Elia   | Sie ist die Tochter von Steven und hat eine Affäre mit Nate. | 6       | Jill Schulz              |
| Amira Abbar                        | Andrea Gabriel       | Eine Geschäftsfrau aus Dubai. | 6       | Cathlen Gawlich          |

## Produktion

### Konzeption
Ursprünglich war das Projekt Gossip Girl von Warner Bros. als Film geplant mit Gilmore Girls-Schöpferin Amy Sherman-Palladino als Drehbuchautorin, Roger Kumble als Regisseur und Lindsay Lohan in einer der Hauptrollen. Als die Filmidee verworfen wurde, verabschiedete Alloy Entertainment den Vorschlag als eine Fernsehserie. Die Umsetzung begann im August 2006, als The CW seine Zusage für einen Piloten gab. Am 15. Mai 2007 bestellte der Sender zwölf weitere Episoden.
Am 1. September 2008 startete die zweite Gossip-Girl-Staffel mit geplanten 25 Folgen und am 25. Februar 2009 wurde bekannt gegeben, dass The CW eine dritte Staffel der Serie produzieren wird.
Am 26. April 2011 verlängerte The CW Gossip Girl um eine fünfte Staffel. Trotz rücklaufender Quoten waren die Produzenten zuversichtlich mindestens noch eine verkürzte sechste Staffel zu bekommen, was sich im Mai 2012 bestätigte. Die letzte Folge der Serie, „New York, I Love You XOXO“, lief am 17. Dezember 2012.

### Drehorte
Gedreht wurde fast ausschließlich in New York City, in den Stadtteilen Queens, Brooklyn und Manhattan. Innenaufnahmen fanden meist in den Silvercup Studios in New York statt. Sets wurden zur Nachstellung des New York Palace Hotels und der Madison Avenue erbaut. Gedreht wurde auch an prestigeträchtigen Plätzen wie dem Metropolitan Museum. Anfang der 4. Staffel wurde auch in Paris gedreht, jedoch nur für wenige Episoden.

### Musik
Die musikalische Umsetzung der Serie übernahm Alexandra Patsavas, die diesem Job auch schon bei O.C., California und immer noch bei Grey’s Anatomy nachgeht.
Während sie zuvor immer auf Independent und Alternative setzte, bediente sie bei der Auswahl der Songs für die ersten Staffeln von Gossip Girl eher den Mainstreamgeschmack. In den jüngeren Staffeln findet sich jedoch immer mehr Musik von unbekannteren Künstlern aus den Bereichen Indie-Pop und -Rock.

## Ausstrahlung

### Vereinigte Staaten
Vor der erstmaligen Ausstrahlung am 18. September 2007 war der Pilot schon kostenlos im amerikanischen iTunes Store erhältlich. Zum gleichen Preis stellte auch Amazon Unbox alle bisher ausgestrahlten Folgen zur Verfügung. Dort ist allerdings eine größere Auswahl an Videoformaten erhältlich. Die allererste Folge debütierte im kanadischen Fernsehen. Erst einen Tag danach strahlte der US-amerikanische Muttersender The CW die Serie aus. Die zweite Staffel lief vom 1. September 2008 bis zum 18. Mai 2009 ebenfalls auf The CW. Die dritte Staffel startete am 14. September 2009 und endete am 17. Mai 2010. Die vierte Staffel wurde vom 13. September 2010 bis zum 16. Mai 2011 ausgestrahlt.
Die Ausstrahlung der fünften Staffel, die aus 24 Episoden besteht, war vom 26. September 2011 bis zum 14. Mai 2012 auf The CW zu sehen. Die insgesamt 100. Episode hatte am 30. Januar 2012 bei The CW ihre Premiere. Am 8. Oktober 2012 begann beim Sender die Ausstrahlung der sechsten und letzten Staffel. Das zweistündige Serienfinale wurde am 17. Dezember 2012 gezeigt.

### Österreich
In Österreich wurde die erste Staffel vom 4. April bis zum 1. August 2009 auf ORF 1 gesendet. Die zweite Staffel wurde seit 19. März 2011 auf ORF 1 ausgestrahlt.

### Deutschland
In Deutschland zeigte ProSieben die erste Staffel vom 18. April bis zum 15. August 2009. Die zweite Staffel wurde vom 7. März 2010 bis zum 22. August 2010 sonntags gegen 11:10 Uhr auf ProSieben ausgestrahlt. ProSieben kündigte an, dass die dritte Staffel nach einer Pause auf einem anderen Sendeplatz gezeigt wird. Da ProSieben mit den Quoten der zweiten Staffel alles andere als zufrieden war, gab der Sender die Serie an den Sender sixx weiter. Dort war die dritte Staffel in deutscher Erstausstrahlung vom 18. April bis zum 29. August 2011 zu sehen. Im Durchschnitt verfolgten die dritte Staffel 80 Tausend Zuschauer insgesamt und erreichte in der werberelevanten Zielgruppe 0,6 Prozent. Der Sender zeigte die vierte Staffel gleich im Anschluss an die dritte Staffel ab dem 5. September 2011. Die Einschaltquoten der vierten Staffel konnten gegenüber der dritten zulegen, so sahen nun im Durchschnitt 140 Tausend Zuschauer zu und es wurde ein Marktanteil von 1,1 Prozent bei den jungen 14- bis 19-Jährigen gemessen.
Die fünfte Staffel wurde vom 3. September 2012 bis 4. März 2013 auf dem Free-TV-Sender sixx ausgestrahlt. Die Ausstrahlung der sechsten Staffel erfolgte vom 9. September 2013 bis 11. November 2013 ebenfalls bei Sixx.

### Schweiz
In der Schweiz war die erste Staffel vom 18. November bis zum 12. Dezember 2009 auf SF zwei zu sehen. In der Schweiz lief die zweite Staffel seit dem 25. September 2010 auf SF zwei und endete am 7. Mai 2011. Die dritte Staffel folgte am 13. Juni 2011.

## Trivia
- Ursprünglich war die Serie als Kinofilm geplant. Lindsay Lohan sollte die Rolle von Blair Waldorf übernehmen.
- Fast alle der englischen Serientitel enthalten eine Anspielung auf bekannte Filme o. Ä. Wie beispielsweise: „The Wild Brunch“ (Folge 1.02), „O Brother, Where Bart Thou?“ (2.13). Einige Titel spielen auch auf bekannte Comic-Helden an. „Poison Ivy“ (1.03), „Dare Devil“ (1.05) oder „The Dark Night“ (2.03). „There Might Be Blood“ spielt auf den Spielfilm mit Daniel Day-Lewis „There Will Be Blood“ an.
- Im Staffelfinale sieht man in einer Szene Kristen Bell, welche Gossip Girl die gesamte Serie hindurch die Stimme lieh, wie sie zunächst die bekannten Zeilen von Gossip Girl aufsagt. Wenig später wird aufgedeckt, dass sie und Rachel Bilson sich auf ein Casting für eine Filmversion von einem der Bücher, welche Dan Humphrey geschrieben hatte, vorbereiten. Dabei spielt Bilson Blair, während Bell Serena darstellt. Nachdem Bilson noch feststellt, dass Dan ein unglaublich guter Schriftsteller sei, erhalten beide die Nachricht mit dem letzten Kapitel aus Dans aktuellem Buch, in welcher aufgedeckt wird, dass er Gossip Girl ist.
- Im Verlaufe der Serie entstanden in Deutschland einige GossipGirl-Blogs. Als Leser kann man aktuelle Post verfolgen und kommentieren sowie dem „Gossip Girl“ Sichtungen und Tipps schicken. Einen dieser Blogs konnte man unter der URL msgossipgirl.jimdo.com erreichen. Dieser funktionierte wie jeder andere Gossip Girl-Blog, jedoch gab es hier eine andere Geschichte, und deren Verlauf konnte von den Lesern durch Tipps etc. beeinflusst werden. Es handelte sich also um keine strikte Haltung an die Serie oder die Bücherreihe. Jedoch war dieses Gossip Girl, wie in der Serie, den Lesern total unbekannt.

## Running Gags
Blair kreiert sehr oft Wortspiele mit dem Vornamen und Nachnamen von Chuck Bass, dies tritt besonders oft auf, wenn sie sich über ihn ärgert. Dabei kann es schon einmal sein, dass Kreationen wie: „Motherchucker“, „Bass-hole“, „Good Cop, Bass Cop“, „Zwei Fliegen mit einem Bass“ oder „Bass-tard“ entstehen.
Auch Cedric, die Puppe von Dan, wird im Handlungsverlauf des Öfteren erwähnt. So erzählt beispielsweise Jenny Blair von Cedric. Auch sein Vater macht sich ab und zu darüber lustig und als Serena Dan das erste Mal zu Hause besucht, hat sie ebenfalls eine Begegnung mit ihm.

## Auszeichnungen

### Nominierungen
Astra Awards:
- 2009: Beste internationale Persönlichkeit oder Lieblingsschauspielerin – Blake Lively
- 2009: Bestes internationales Programm
- 2008: Bestes internationales Programm

Casting Society of America:
- 2008: Herausragende Leistung beim Casting – TV-Drama – David Rapaport, Lindsey Hayes Kroeger

Costume Designers Guild Award:
- 2009: Herausragendes Kostüm Design für eine TV Serie – zeitgenössisch – Eric Daman

People’s Choice Awards:
- 2009: Beste neue Fernsehserie

Prism Awards:
- 2009: Beste Drama-Episode – Für Episode Woman on the Verge
- 2009: Beste Leistung in einer Drama Episode – Blake Lively

Teen Choice Awards:
- 2009: Bestes Musikalbum – Soundtrack
- 2009: Bester TV-Schauspieler – Drama. – Penn Badgley
- 2009: Beste TV-Schauspielerin – Drama. – Blake Lively
- 2009: Bestes TV-Elternteil – Matthew Settle
- 2008: Bester TV-Schauspieler – Drama. – Penn Badgley
- 2008: Bester TV-Schauspieler – Drama. – Chace Crawford
- 2008: Beste TV-Schauspielerin – Drama. – Leighton Meester
- 2008: Beste neue TV-Schauspielerin – Leighton Meester
- 2008: Beste neue TV-Schauspielerin – Taylor Momsen
- 2008: Bester neuer TV-Schauspieler – Ed Westwick

### Gewonnen
Teen Choice Awards:
- 2011: Bester TV-Schauspieler – Drama – Chace Crawford
- 2011: Beste TV-Schauspielerin – Drama – Blake Lively
- 2011: Beste Drama TV-Serie
- 2010: Bester TV-Schauspieler – Drama – Chace Crawford
- 2010: Beste TV-Schauspielerin – Drama – Leighton Meester
- 2010: Beste Drama TV-Serie
- 2009: Bester TV-Schauspieler – Drama – Chace Crawford
- 2009: Beste TV-Schauspielerin – Drama – Leighton Meester
- 2009: Beste Drama-TV Serie
- 2009: Bester TV-Fiesling – Ed Westwick
- 2008: Beste TV-Schauspielerin – Blake Lively
- 2008: Beste neue TV-Serie
- 2008: Beste neue TV-Schauspielerin – Blake Lively
- 2008: Bester neuer TV-Schauspieler – Chace Crawford
- 2008: Beste Drama TV-Serie
- 2008: Bester TV-Fiesling – Ed Westwick

Young Hollywood Awards:
- 2009: Beste Leistung – männlich – Ed Westwick

## DVD-Veröffentlichungen
Deutschland/Österreich/Schweiz
- Staffel 1 erschien am 14. August 2009.
- Staffel 2 erschien am 1. Oktober 2010.
- Staffel 3 erschien am 9. September 2011.
- Staffel 4 erschien am 16. März 2012.
- Staffel 5 erschien am 19. April 2013.
- Staffel 6 erschien am 6. Dezember 2013.